# Matériel roulant du TER Hauts-de-France
Cette page est une annexe de l'article « TER Hauts-de-France ».
 (janvier 2025).
Si vous disposez d'ouvrages ou d'articles de référence ou si vous connaissez des sites web de qualité traitant du thème abordé ici, merci de compléter l'article en donnant les références utiles à sa vérifiabilité et en les liant à la section « Notes et références ».

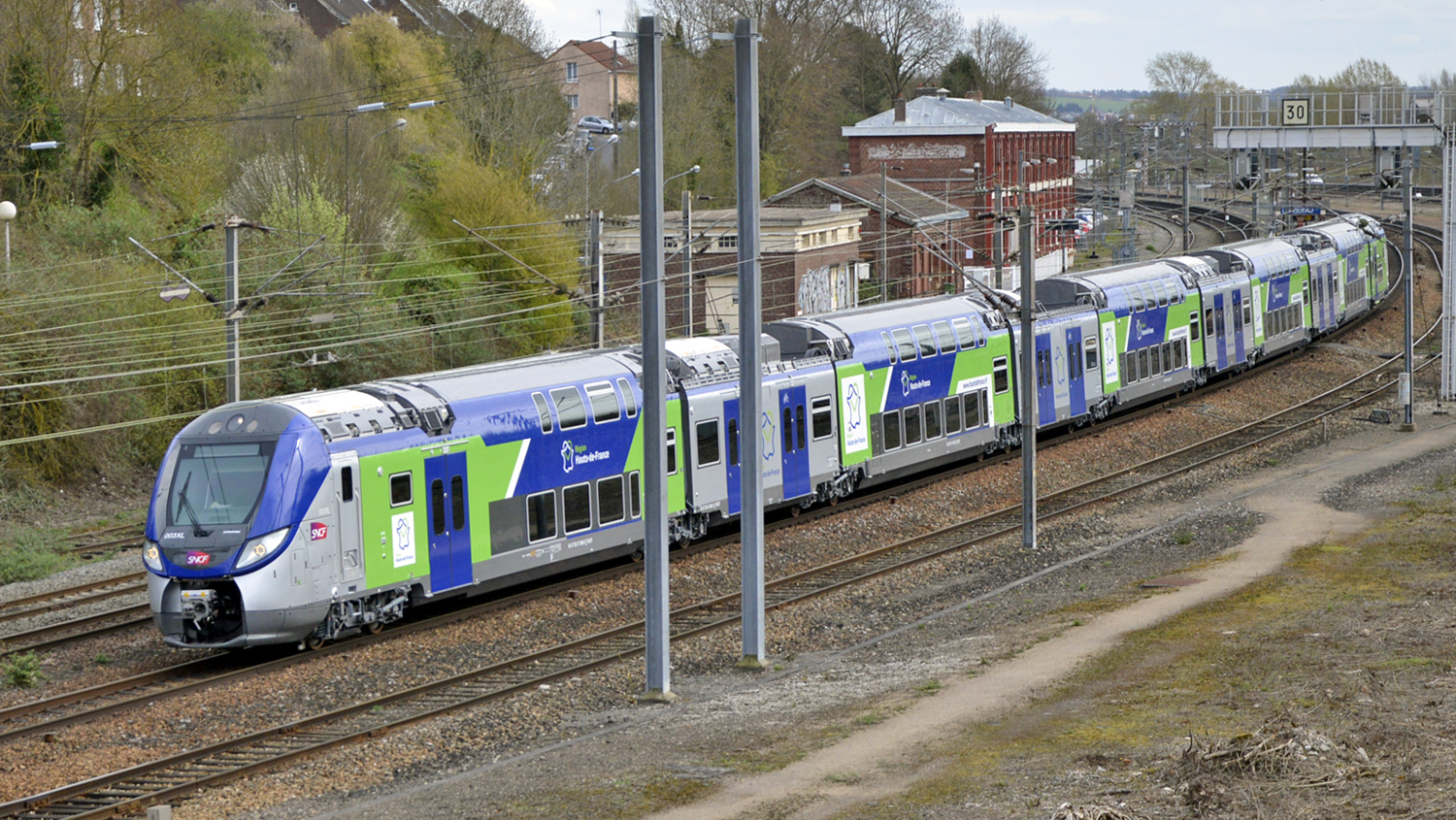
La rame 003XL, en cours d'essais, traversant la gare de Longueau.

Cette liste recense les parcs de matériels roulants utilisés par le réseau TER Hauts-de-France.

## Synthèse du parc roulant
Synthèse du parc au 6 janvier 2020 :
| Séries   | Nombre de caisses | STF SHF Lens | STF SHF (Longueau) | Total |
| -------- | ----------------- | ------------ | ------------------ | ----- |
| BB 15000 | –                 | –            | 11                 | 11    |
| BB 22200 | –                 | 21           | 19                 | 40    |
| B 82500  | 4 caisses         | 30           | 16                 | 46    |
| B 84500  | 6 caisses         | –            | 27                 | 27    |
| X 72500  | 3 caisses         | –            | 4 GBE              | 4     |
| X 76500  | 3 caisses         |              | 34                 | 34    |
| Z 23500  | 2 caisses         | 33           | –                  | 33    |
| Z 24500  | 3 caisses         | 47           | –                  | 47    |
| Z 26500  | 4 ou 5 caisses    | 15           | 8                  | 23    |
| Z 55500  | 7 ou 10 caisses   | -            | 7 (XL) + 18 (M)    | 25    |
| VR 2N    | 5 caisses         | 10           | –                  | 10    |
| V 2N     | 9 caisses         | –            | 9                  | 9     |

Au premier trimestre 2020, le parc du matériel roulant de la région est constitué de 301 engins.
Le parc est géré par deux Supervisions techniques de flotte (STF) :
- SNP : STF Nord - Pas-de-Calais (Calais, Lens, Lille) ;
- SPI : STF Picardie (Longueau, Amiens, Tergnier, Le Landy).

## Matériel roulant

### Locomotives électriques

#### BB 15000

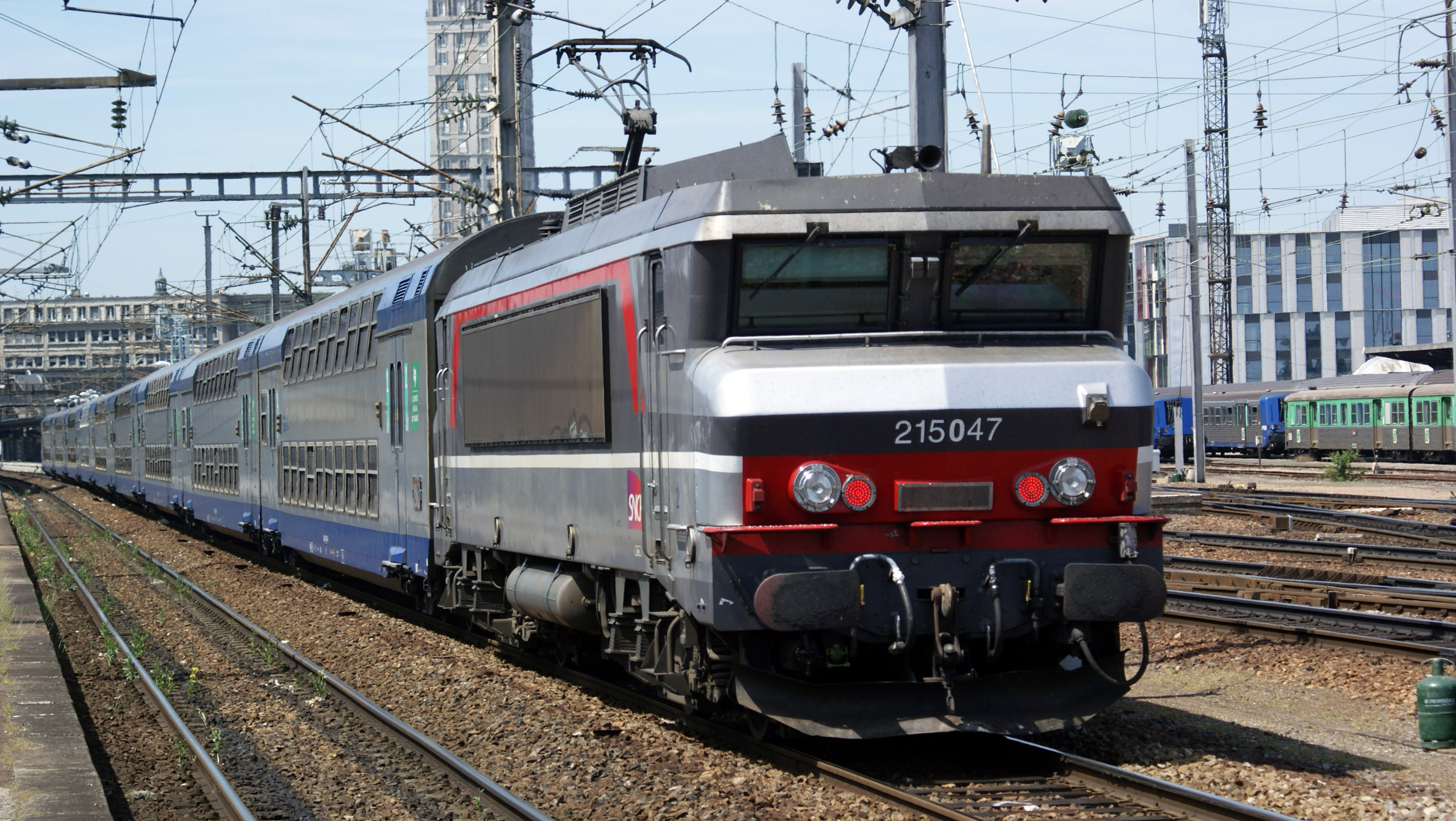
La BB 15047 et sa V 2N, en gare d'Amiens.

| Motrice    | Mise en service  | Radiation      | STF | Baptême/obs           |
| ---------- | ---------------- | -------------- | --- | --------------------- |
| BB 15030 R | 12 novembre 1975 | –              | SHF | Forbach               |
| BB 15040 R | 6 février 1976   | –              | SHF | Livry-Gargan          |
| BB 15041 R | 13 février 1976  | 1er juin 2022  | SHF | Sainte-Menehould      |
| BB 15042 R | 7 février 1976   | –              | SHF | Étival-Clairefontaine |
| BB 15046 R | 30 mars 1976     | –              | SHF | –                     |
| BB 15047 R | 20 avril 1976    | –              | SHF | Chelles               |
| BB 15048 R | 1er mai 1976     | –              | SHF | Haguenau              |
| BB 15049 R | 15 avril 1976    | –              | SHF | –                     |
| BB 15054   | 11 mai 1978      | –              | SHF | –                     |
| BB 15055 R | 23 mai 1978      | –              | SHF | –                     |
| BB 15056 R | 1er juin 1978    | –              | SHF | Vannes                |
| BB 15058 R | 27 juin 1978     | –              | SHF | Épinal                |
| BB 15059 R | 1er juin 1978    | –              | SHF | Tourcoing             |
| BB 15060 R | 7 juin 1978      | 8 janvier 2023 | SHF | Creil                 |
| BB 15061 R | 19 juin 1978     | –              | SHF | Sarrebourg            |

#### BB 22200

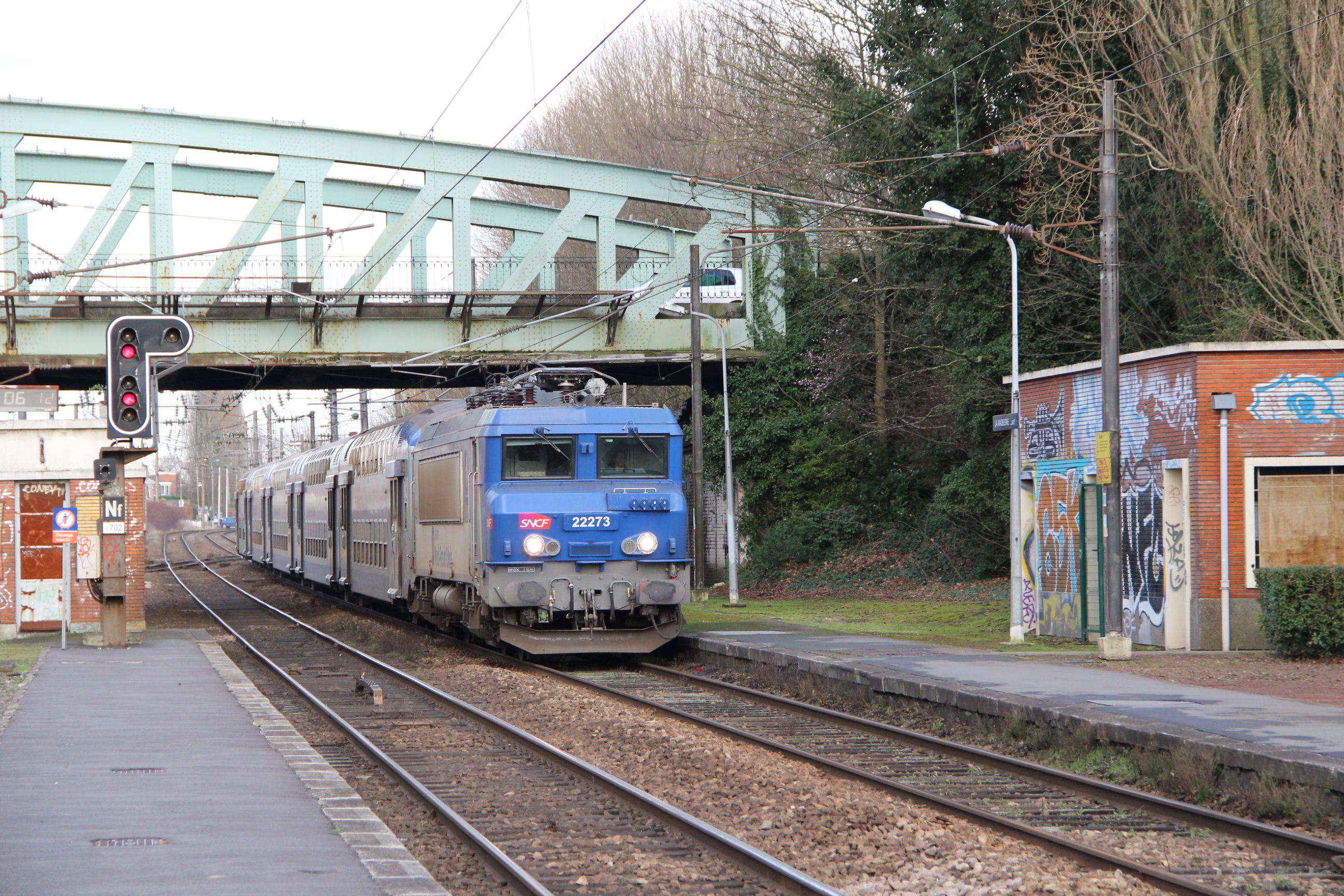
La BB 22273 et sa VR 2N, en gare de La Madeleine.

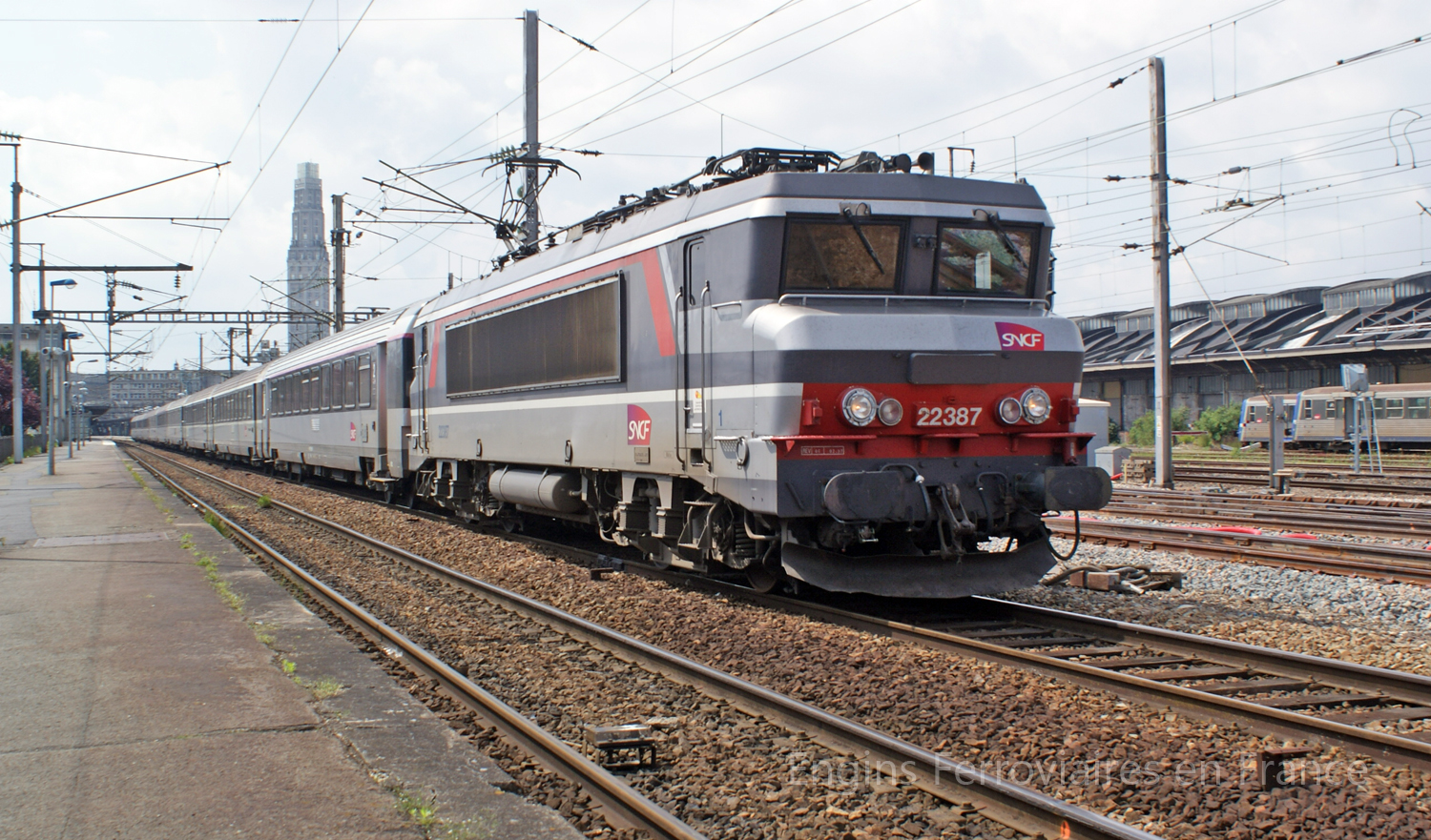
La BB 22387, quittant la gare d'Amiens.

| Motrice     | Mise en service   | Radiation        | STF | Baptême/obs       |
| ----------- | ----------------- | ---------------- | --- | ----------------- |
| BB 22241 RC | 14 décembre 1977  | –                | SHF |                   |
| BB 22243 R  | 2 janvier 1978    | –                | SHF |                   |
| BB 22246 RC | 9 janvier 1978    | –                | SHF |                   |
| BB 22250 RC | 17 janvier 1978   | –                | SHF |                   |
| BB 22252 RC | 23 janvier 1978   | –                | SHF |                   |
| BB 22254 RC | 12 mars 1978      | –                | SHF |                   |
| BB 22255 RC | 23 janvier 1978   | –                | SHF |                   |
| BB 22256 RC | 29 janvier 1978   | –                | SHF |                   |
| BB 22258 RC | 14 février 1978   | –                | SHF |                   |
| BB 22261 R  | 6 février 1978    | –                | SHF |                   |
| BB 22262 RC | 10 février 1978   | –                | SHF |                   |
| BB 22265 RC | 10 mars 1978      | –                | SHF |                   |
| BB 22268 RC | 8 mars 1978       | –                | SHF |                   |
| BB 22273 RC | 11 avril 1978     | –                | SHF |                   |
| BB 22278 RC | 19 mai 1979       | 17 décembre 2024 | SHF |                   |
| BB 22284 RC | 17 mai 1979       | –                | SHF | Gevrey-Chambertin |
| BB 22285 RC | 18 mai 1979       | –                | SHF | Chantilly         |
| BB 22286 RC | 28 mai 1979       | –                | SHF | Béthune           |
| BB 22293 RC | 11 juillet 1979   | –                | SHF |                   |
| BB 22296 RC | 7 juillet 1975    | –                | SHF |                   |
| BB 22303 RC | 24 septembre 1979 | –                | SHF | Croix             |

### Automotrices

#### B 82500

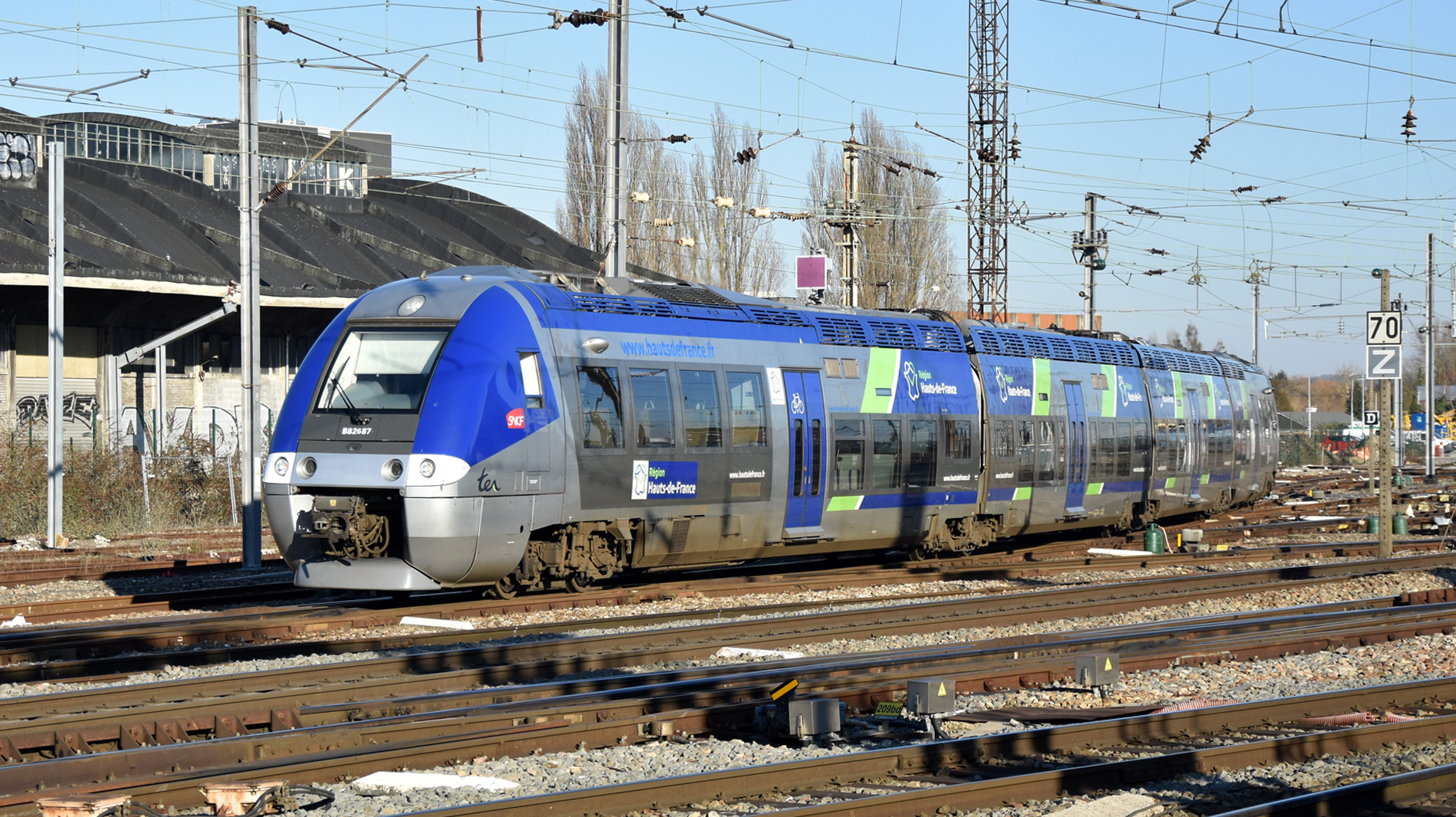
Livrée TER Hauts-de-France sur la B 82687/88 à Amiens.

| Rames       | Mise en service   | Radiation | STF | Baptême/obs |
| ----------- | ----------------- | --------- | --- | ----------- |
| B 82597/598 | 26 mars 2010      | –         | SHF |             |
| B 82605/606 | 26 mars 2010      | –         | SHF |             |
| B 82623/624 | 1er avril 2010    | –         | SHF |             |
| B 82625/626 | 19 mars 2010      | –         | SHF |             |
| B 82627/628 | 19 avril 2010     | –         | SHF |             |
| B 82629/630 | 1er avril 2010    | –         | SHF |             |
| B 82655/656 | 1er avril 2010    | –         | SHF |             |
| B 82657/658 | 1er avril 2010    | –         | SHF |             |
| B 82659/660 | 16 avril 2010     | –         | SHF |             |
| B 82661/662 | 11 mai 2010       | –         | SHF |             |
| B 82663/664 | 11 mai 2010       | –         | SHF |             |
| B 82665/666 | 11 mai 2010       | –         | SHF |             |
| B 82667/668 | 19 mai 2010       | –         | SHF |             |
| B 82669/670 | 19 mai 2010       | –         | SHF |             |
| B 82671/672 | 20 mai 2010       | –         | SHF |             |
| B 82673/674 | 20 mai 2010       | –         | SHF |             |
| B 82685/686 | 26 juillet 2010   | –         | SHF |             |
| B 82687/688 | 7 septembre 2010  | –         | SHF |             |
| B 82689/690 | 7 septembre 2010  | –         | SHF |             |
| B 82691/692 | 16 septembre 2010 | –         | SHF |             |
| B 82695/696 | 1er avril 2010    | –         | SHF |             |
| B 82697/698 | 1er avril 2010    | –         | SHF |             |
| B 82699/700 | 1er avril 2010    | –         | SHF |             |
| B 82701/702 | 12 janvier 2011   | –         | SHF |             |
| B 82729/730 | 7 janvier 2011    | –         | SHF |             |
| B 82731/732 | 7 janvier 2011    | –         | SHF |             |
| B 82733/734 | 2 février 2011    | –         | SHF |             |
| B 82735/736 | 2 février 2011    | –         | SHF |             |
| B 82737/738 | 11 février 2011   | –         | SHF |             |
| B 82739/740 | 18 février 2011   | –         | SHF |             |
| B 82741/742 | 9 mars 2011       | –         | SHF |             |
| B 82743/744 | 9 mars 2011       | –         | SHF |             |
| B 82745/746 | 24 novembre 2010  | –         | SHF |             |
| B 82747/748 | 18 mars 2011      | –         | SHF |             |
| B 82749/750 | 18 mars 2011      | –         | SHF |             |
| B 82751/752 | 24 novembre 2010  | –         | SHF |             |
| B 82753/754 | 24 novembre 2010  | –         | SHF |             |
| B 82755/756 | 8 avril 2011      | –         | SHF |             |
| B 82757/758 | 8 avril 2011      | –         | SHF |             |
| B 82759/760 | 13 avril 2011     | –         | SHF |             |
| B 82761/762 | 13 avril 2011     | –         | SHF |             |
| B 82763/764 | 5 mai 2011        | –         | SHF |             |
| B 82765/766 | 10 mai 2011       | –         | SHF |             |
| B 82767/768 | 10 mai 2011       | –         | SHF |             |
| B 82769/770 | 20 juin 2011      | –         | SHF |             |
| B 82771/772 | 20 juin 2011      | –         | SHF |             |

#### B 84500

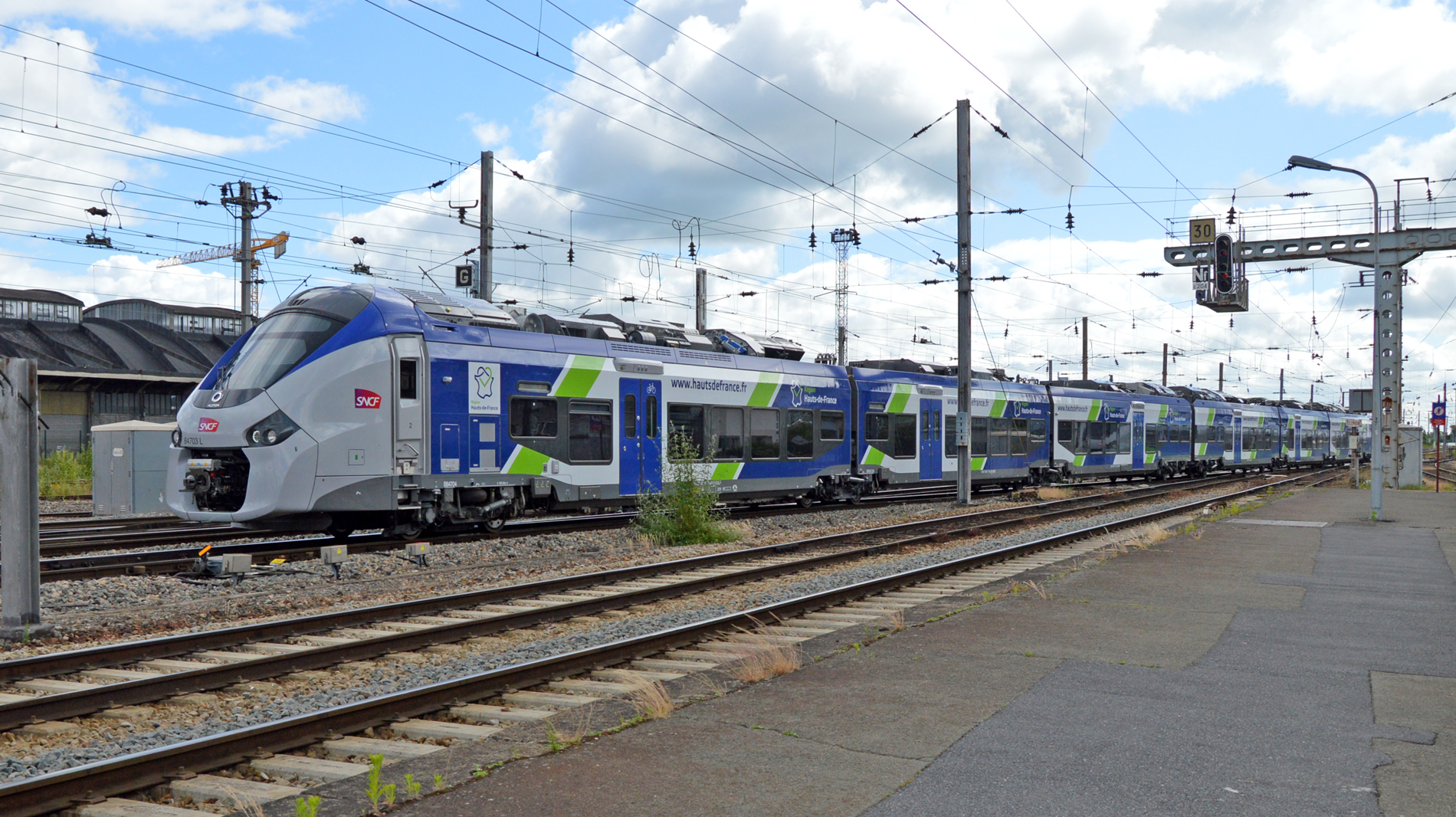
La 84703L en livrée TER Hauts-de-France en gare d'Amiens.

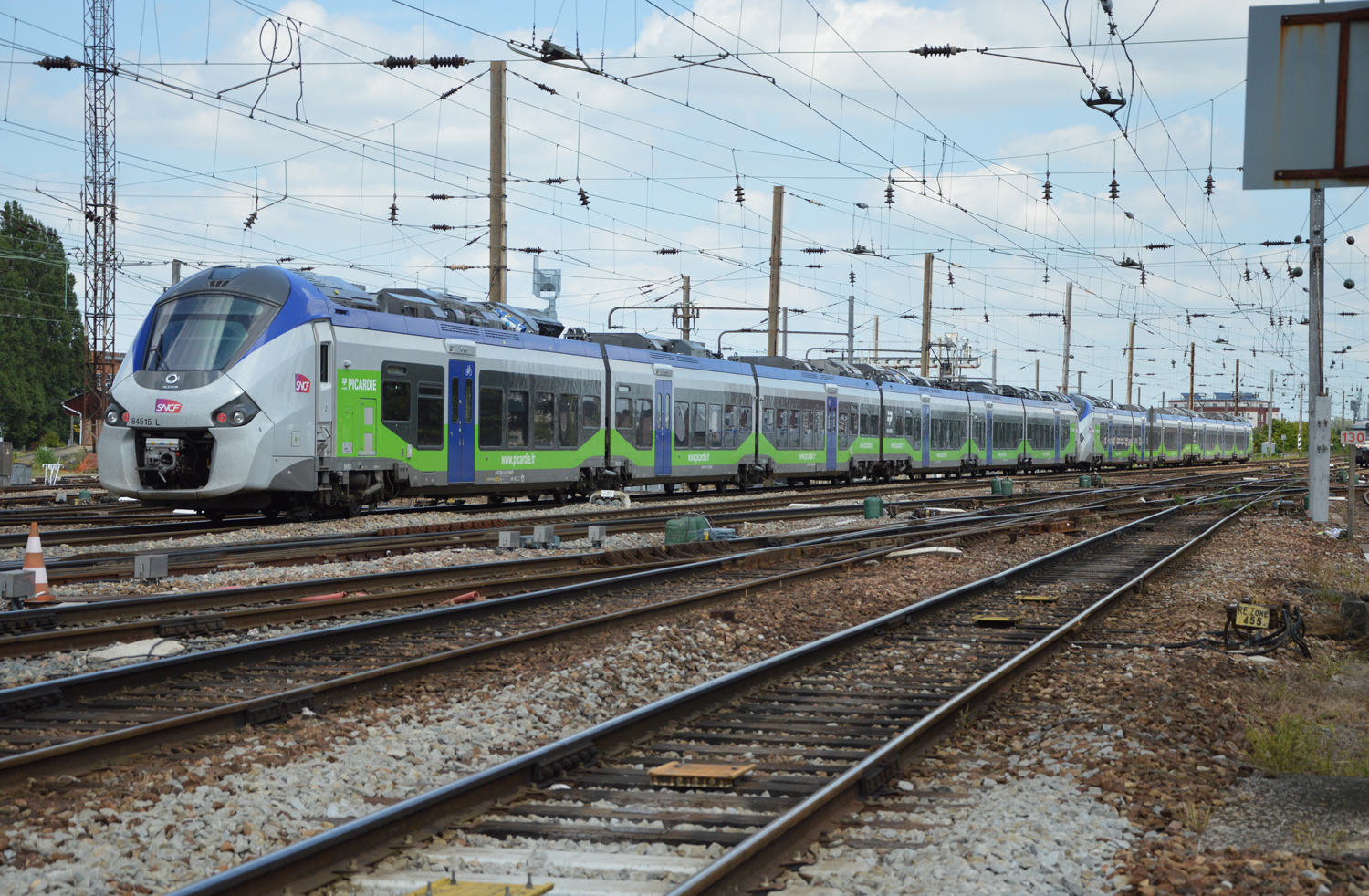
B 84511-12 + B 84515-16, pour Lille-Flandres.

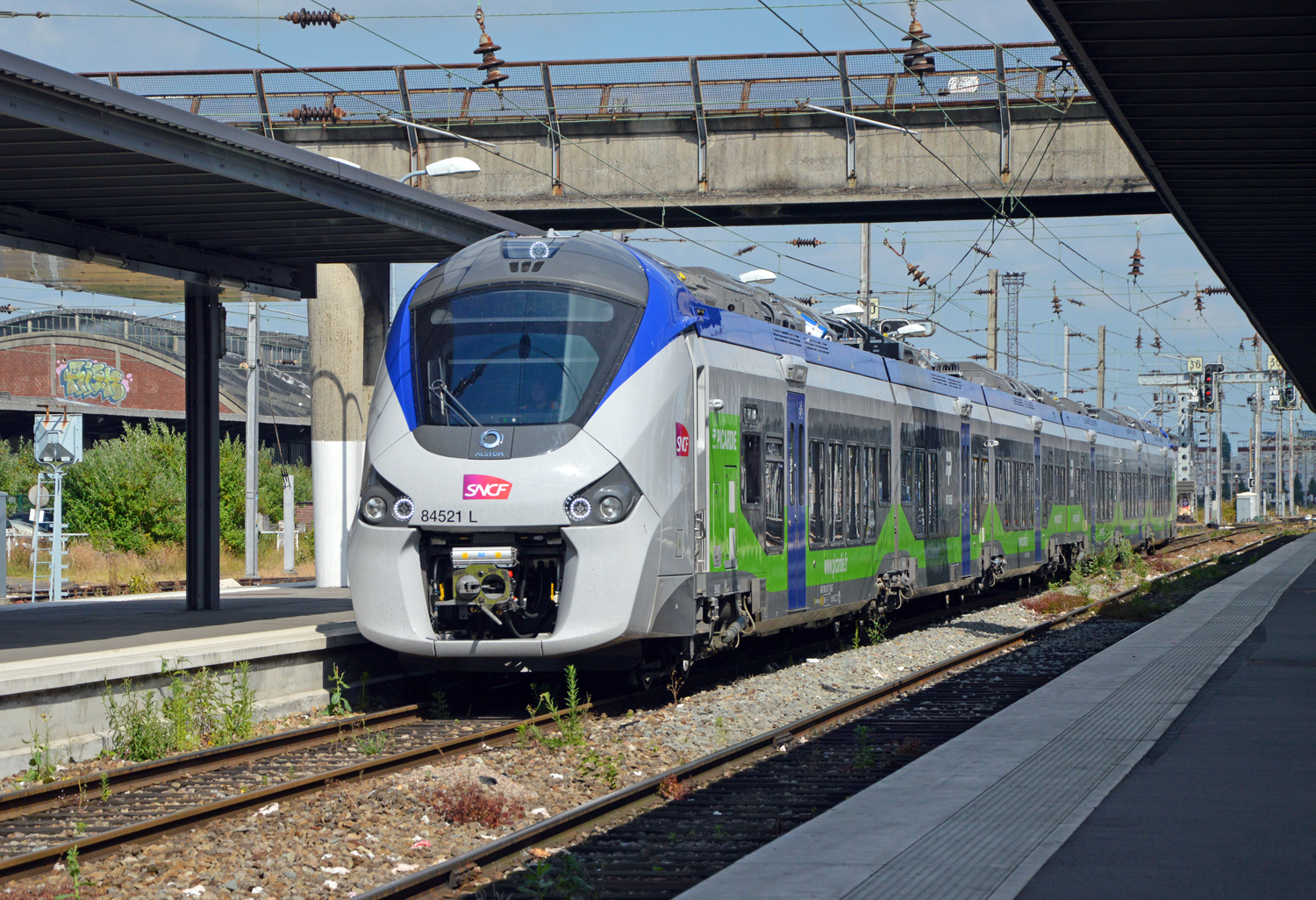
Mise en place de la B 84521-22, en gare d'Amiens.

| Rames       | identif. | Mise en service  | Radiation | STF | Baptême/obs |
| ----------- | -------- | ---------------- | --------- | --- | ----------- |
| B 84501/502 | 84501 L  | 14 janvier 2016  | –         | SHF |             |
| B 84503/504 | 84503 L  | 21 juin 2016     | –         | SHF |             |
| B 84505/506 | 84505 L  | 18 avril 2014    | –         | SHF |             |
| B 84507/508 | 84507 L  | 22 mai 2014      | –         | SHF |             |
| B 84509/510 | 84509 L  | 12 juin 2014     | –         | SHF |             |
| B 84511/512 | 84511 L  | 18 juin 2014     | –         | SHF |             |
| B 84513/514 | 84513 L  | 6 juin 2014      | –         | SHF |             |
| B 84515/516 | 84515 L  | 1er juillet 2014 | –         | SHF |             |
| B 84517/518 | 84517 L  | 23 décembre 2014 | –         | SHF |             |
| B 84519/520 | 84519 L  | 20 février 2015  | –         | SHF |             |
| B 84521/522 | 84521 L  | 16 avril 2015    | –         | SHF |             |
| B 84523/524 | 84523 L  | 29 juin 2015     | –         | SHF |             |
| B 84525/526 | 84525 L  | 31 juillet 2015  | –         | SHF |             |
| B 84527/528 | 84527 L  | 5 novembre 2015  | –         | SHF |             |
| B 84529/530 | 84529 L  | 19 novembre 2015 | –         | SHF |             |
| B 84531/532 | 84531 L  | 21 décembre 2015 | –         | SHF |             |
| B 84533/534 | 84533 L  | 24 février 2016  | –         | SHF |             |
| B 84701/702 | 84701 L  | 8 avril 2019     | –         | SHF |             |
| B 84703/704 | 84703 L  | 25 avril 2019    | –         | SHF |             |
| B 84705/706 | 84705 L  | 8 avril 2019     | –         | SHF |             |
| B 84707/708 | 84707 L  | 10 mai 2019      | –         | SHF |             |
| B 84709/710 | 84709 L  | 10 mai 2019      | –         | SHF |             |
| B 84711/712 | 84711 L  | 11 juin 2019     | –         | SHF |             |
| B 84713/714 | 84713 L  | 1er juillet 2019 | –         | SHF |             |
| B 84715/716 | 84715 L  | 11 juillet 2019  | –         | SHF |             |
| B 84717/718 | 84717 L  | 20 août 2019     | –         | SHF |             |
| B 84719/720 | 84719 L  | 24 décembre 2019 | –         | SHF |             |

#### Z 23500

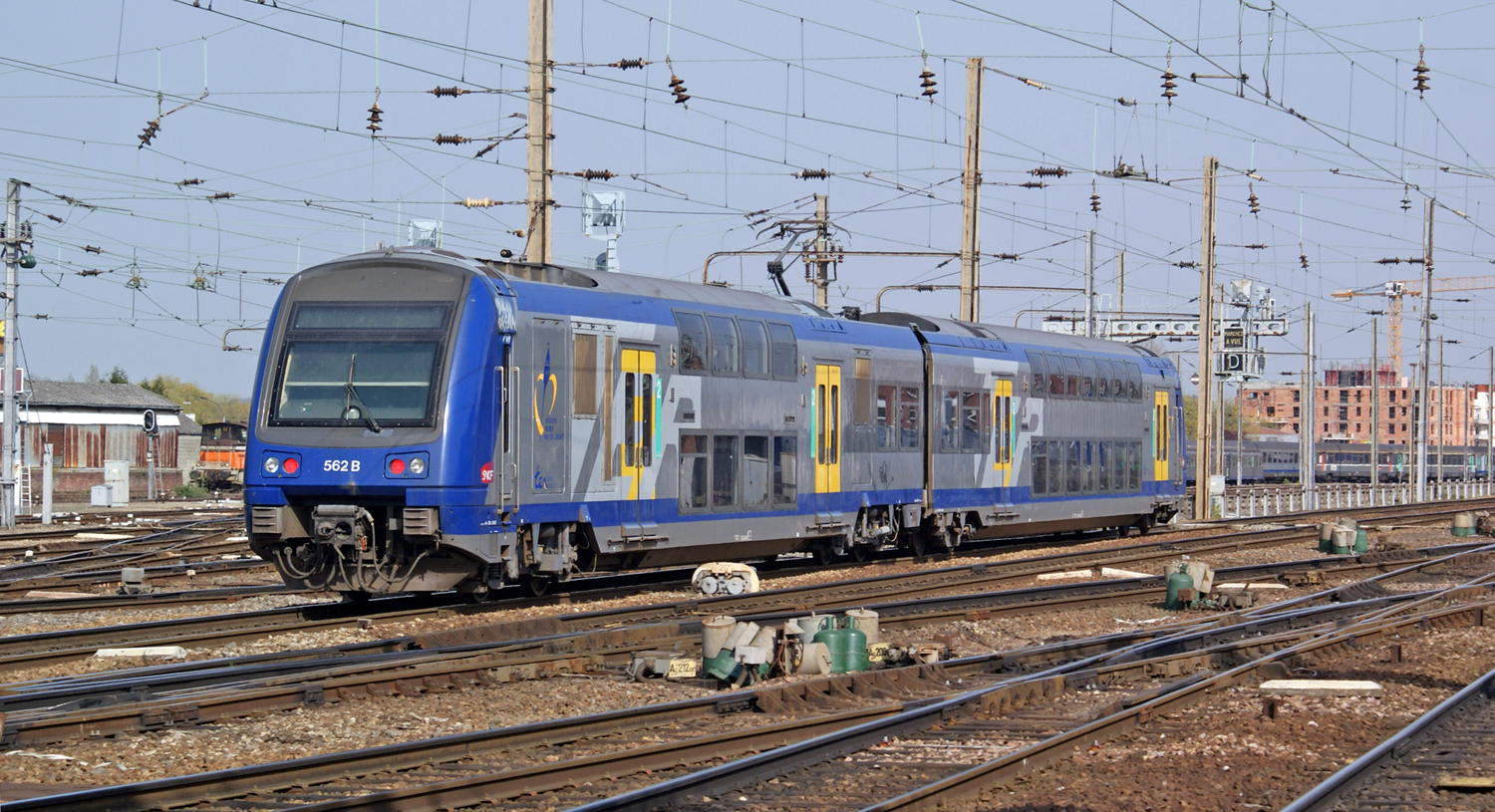
Z 23562 en direction de Lille, au départ d'Amiens.

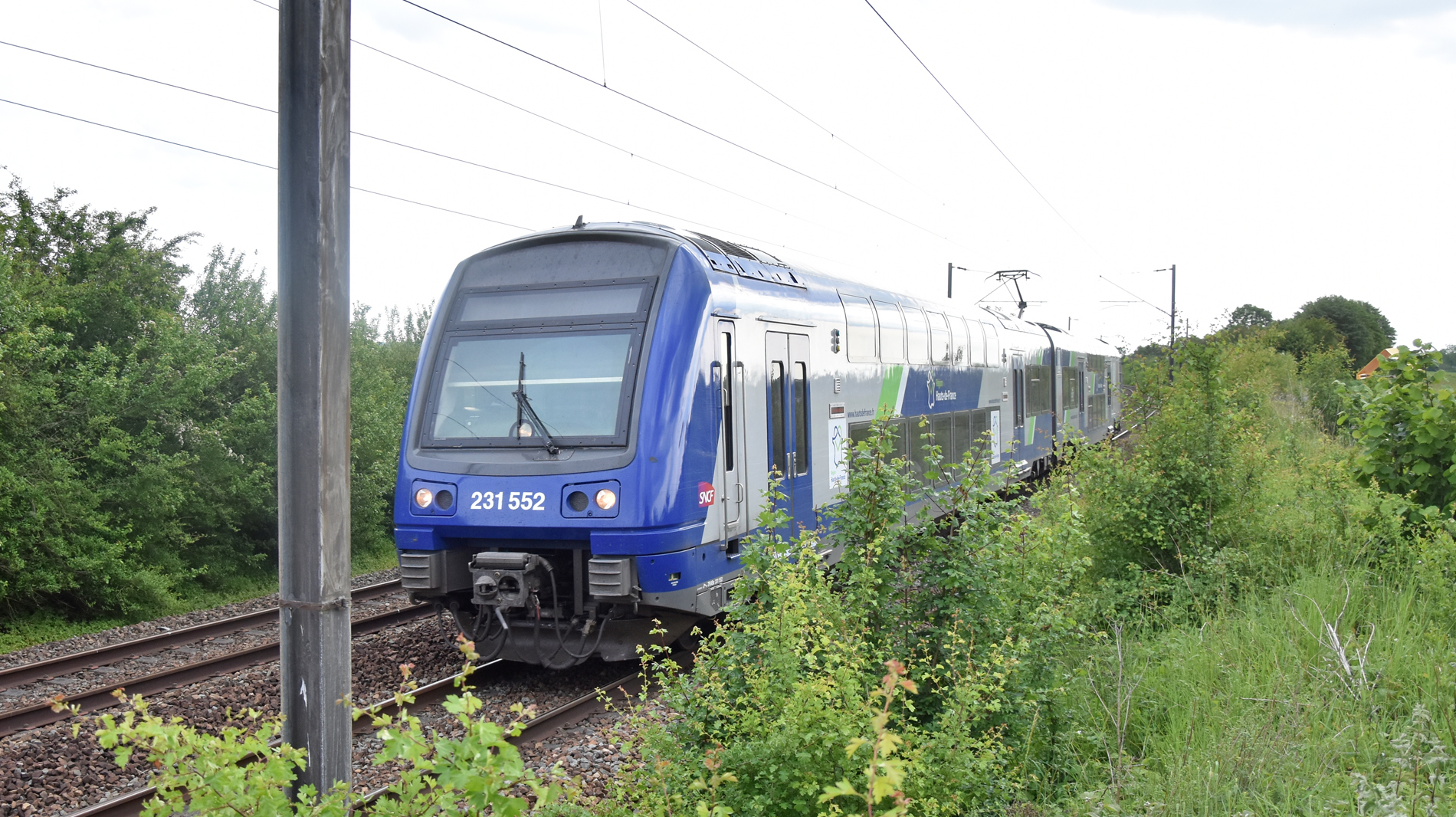
Une Z 23500, à Vecquemont.

| Rames   | identif. | Mise en service   | Radiation | STF | Baptême/obs      |
| ------- | -------- | ----------------- | --------- | --- | ---------------- |
| Z 23502 | 502 B    | 25 juin 1998      | –         | SHF |                  |
| Z 23506 | 506 B    | 9 mars 1998       | –         | SHF |                  |
| Z 23514 | 514 B    | 1er juin 1998     | –         | SHF |                  |
| Z 23517 | 517 B    | 1er juillet 1998  | –         | SHF |                  |
| Z 23518 | 518 B    | 23 juillet 1998   | –         | SHF |                  |
| Z 23522 | 522 B    | 1er août 1998     | –         | SHF |                  |
| Z 23526 | 526 B    | 2 octobre 1998    | –         | SHF | Aulnoye-Aymeries |
| Z 23530 | 530 B    | 23 novembre 1998  | –         | SHF |                  |
| Z 23534 | 534 B    | 22 décembre 1998  | –         | SHF |                  |
| Z 23542 | 542 B    | 22 février 1999   | –         | SHF |                  |
| Z 23543 | 543 B    | 9 février 1999    | –         | SHF |                  |
| Z 23546 | 546 B    | 4 mars 1999       | –         | SHF |                  |
| Z 23551 | 551 B    | 2 avril 1999      | –         | SHF |                  |
| Z 23552 | 552 B    | 12 avril 1999     | –         | SHF |                  |
| Z 23554 | 554 B    | 26 avril 1999     | –         | SHF |                  |
| Z 23555 | 555 B    | 3 mai 1999        | –         | SHF |                  |
| Z 23557 | 557 B    | 21 mai 1999       | –         | SHF |                  |
| Z 23558 | 558 B    | 31 mai 1999       | –         | SHF |                  |
| Z 23559 | 559 B    | 14 septembre 1999 | –         | SHF |                  |
| Z 23561 | 561 B    | 12 juillet 1999   | –         | SHF |                  |
| Z 23562 | 562 B    | 1er juillet 1999  | –         | SHF |                  |
| Z 23563 | 563 B    | 29 juillet 1999   | –         | SHF |                  |
| Z 23565 | 565 B    | 9 septembre 1999  | –         | SHF |                  |
| Z 23566 | 566 B    | 14 septembre 1999 | –         | SHF |                  |
| Z 23568 | 568 B    | 8 octobre 1999    | –         | SHF |                  |
| Z 23569 | 569 B    | 26 octobre 1999   | –         | SHF |                  |
| Z 23571 | 571 B    | 15 novembre 1999  | –         | SHF |                  |
| Z 23572 | 577 B    | 17 novembre 1999  | –         | SHF |                  |
| Z 23576 | 576 B    | 26 janvier 2000   | –         | SHF |                  |
| Z 23578 | 578 B    | 23 février 2000   | –         | SHF |                  |
| Z 23579 | 579 B    | 1er mars 2000     | –         | SHF |                  |
| Z 23580 | 580 B    | 31 mars 2000      | –         | SHF |                  |

#### Z 24500

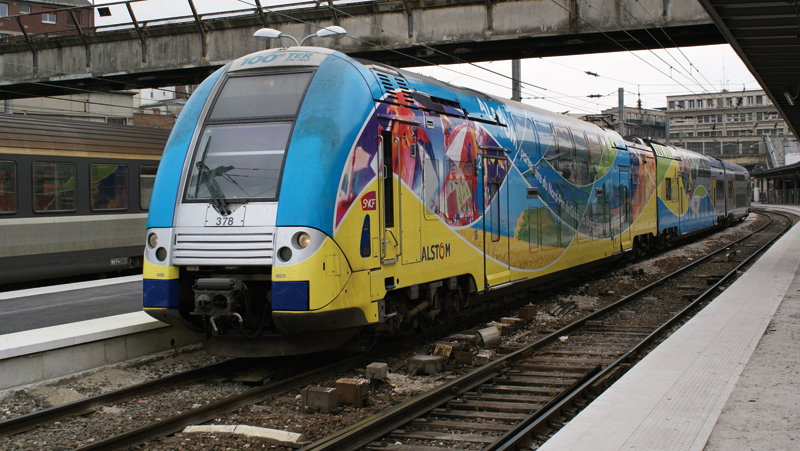
La rame portant la livrée entre en gare d'Amiens.

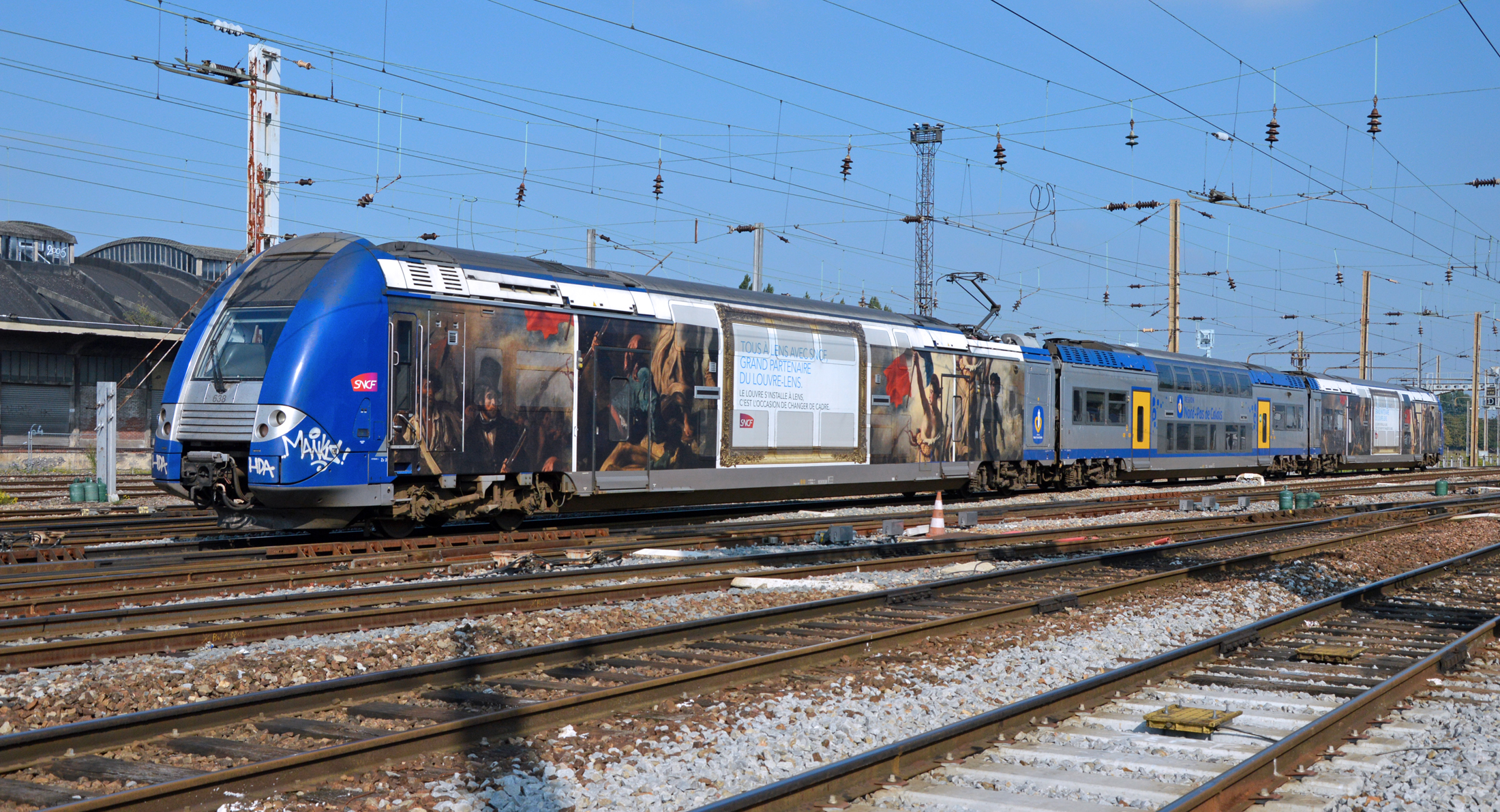
La rame en livrée Musée du Louvre-Lens entre en gare d'Amiens.

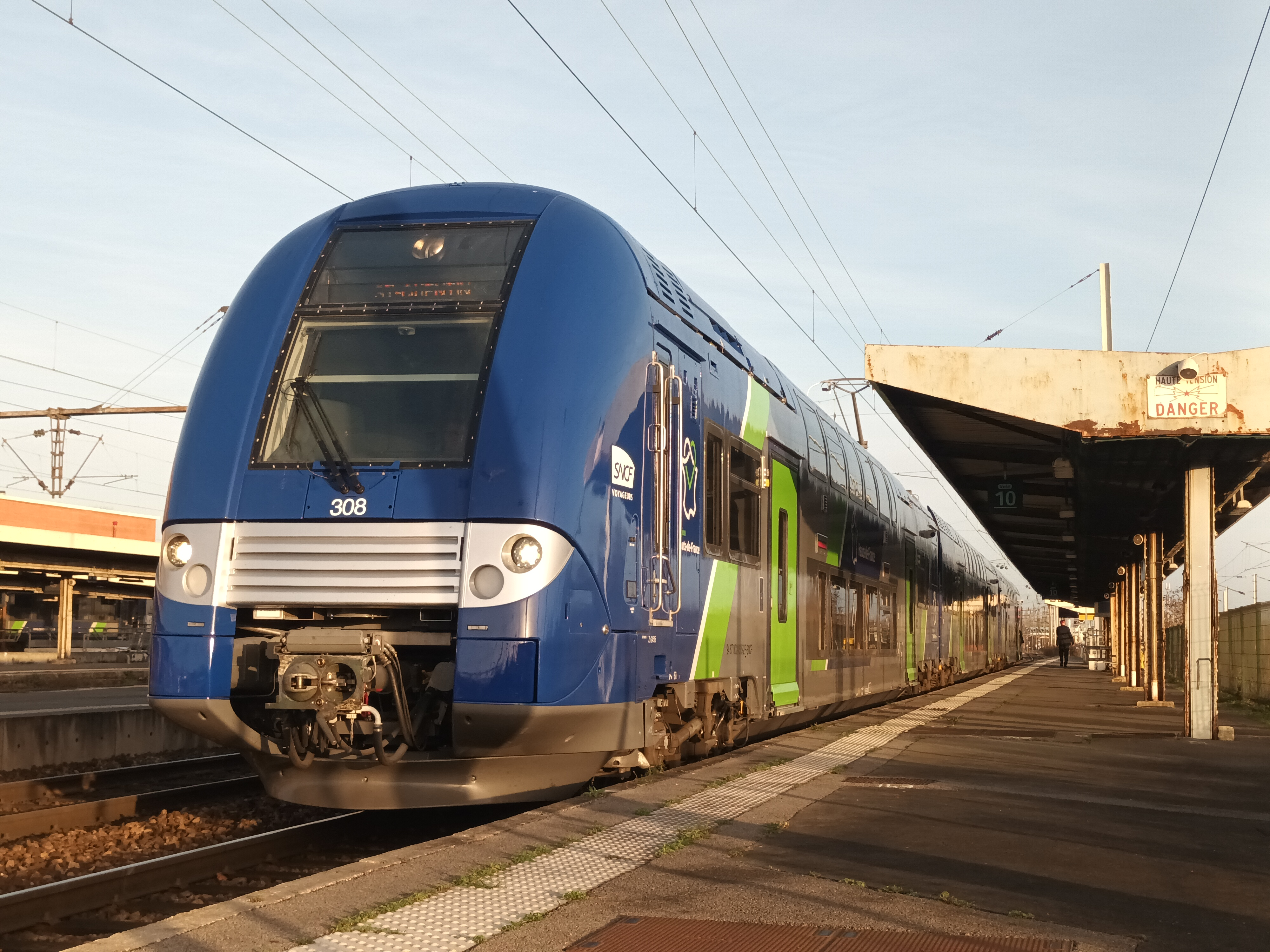
La rame 308 en livrée Hauts-de-France à Douai.

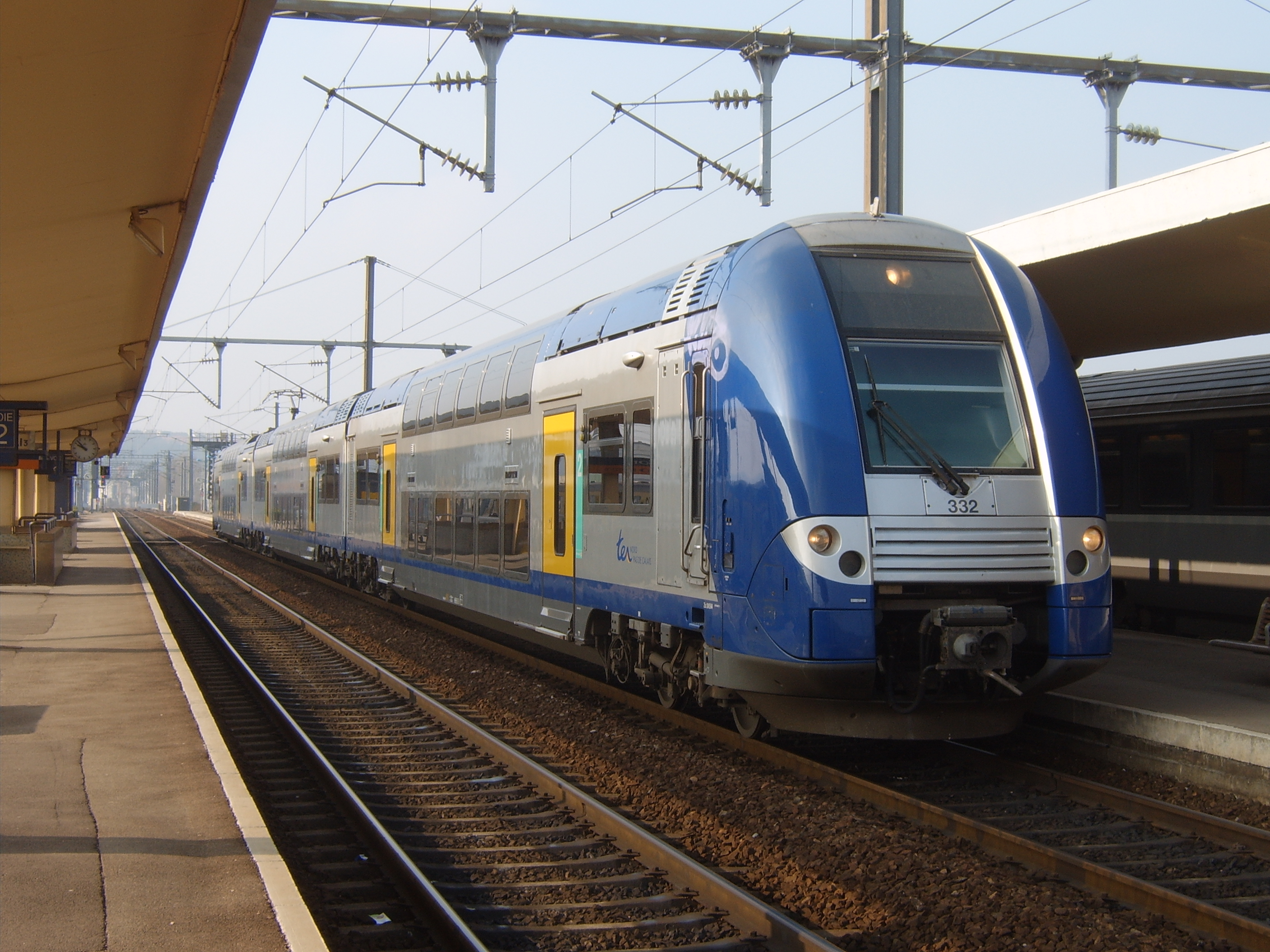
La rame 333 en gare de Boulogne-Ville.

| Rames       | identif. | Mise en service  | Radiation | STF | Baptême/obs |
| ----------- | -------- | ---------------- | --------- | --- | ----------- |
| Z 24507/508 | 304C     | 27 août 2004     | –         | SHF |             |
| Z 24509/510 | 305C     | 20 octobre 2004  | –         | SHF |             |
| Z 24515/516 | 308C     | 9 août 2004      | –         | SHF |             |
| Z 24517/518 | 309C     | 20 octobre 2004  | –         | SHF |             |
| Z 24521/522 | 311C     | 20 octobre 2004  | –         | SHF |             |
| Z 24523/524 | 312C     | 9 décembre 2004  | –         | SHF |             |
| Z 24529/530 | 315C     | 18 janvier 2005  | –         | SHF |             |
| Z 24545/546 | 323C     | 2 mars 2005      | –         | SHF |             |
| Z 24549/550 | 325C     | 2 mars 2005      | –         | SHF |             |
| Z 24553/554 | 327C     | 1er avril 2005   | –         | SHF |             |
| Z 24555/556 | 328C     | 1er avril 2005   | –         | SHF |             |
| Z 24557/558 | 329C     | 1er avril 2005   | –         | SHF |             |
| Z 24561/562 | 331C     | 27 mai 2005      | –         | SHF |             |
| Z 24563/564 | 332C     | 9 juin 2005      | –         | SHF |             |
| Z 24565/566 | 333C     | 9 juin 2005      | –         | SHF |             |
| Z 24567/568 | 334C     | 9 juin 2005      | –         | SHF |             |
| Z 24647/648 | 374C     | 11 octobre 2006  | –         | SHF |             |
| Z 24649/650 | 375C     | 20 novembre 2006 | –         | SHF |             |
| Z 24651/652 | 376C     | 27 novembre 2006 | –         | SHF |             |
| Z 24653/654 | 377C     | 27 novembre 2006 | –         | SHF |             |
| Z 24655/656 | 378C     | 6 mars 2007      | –         | SHF |             |
| Z 24657/658 | 379C     | 16 mai 2007      | –         | SHF |             |
| Z 24659/660 | 380C     | 16 mai 2007      | –         | SHF |             |
| Z 24661/662 | 381C     | 29 juin 2007     | –         | SHF |             |
| Z 24663/664 | 382C     | 29 juin 2007     | –         | SHF |             |
| Z 24665/666 | 383C     | 16 juillet 2007  | –         | SHF |             |
| Z 24695/696 | 398C     | 11 mars 2008     | –         | SHF |             |
| Z 24719/720 | 610C     | 11 mars 2009     | –         | SHF |             |
| Z 24721/722 | 611C     | 23 mars 2009     | –         | SHF |             |
| Z 24723/724 | 612C     | 23 mars 2009     | –         | SHF |             |
| Z 24725/726 | 613C     | 16 mars 2009     | –         | SHF |             |
| Z 24731/732 | 616C     | 1er mai 2009     | –         | SHF |             |
| Z 24733/734 | 617C     | 18 juin 2009     | –         | SHF |             |
| Z 24737/738 | 619C     | 25 juin 2009     | –         | SHF |             |
| Z 24741/742 | 621C     | 10 juillet 2009  | –         | SHF |             |
| Z 24745/746 | 623C     | 31 juillet 2009  | –         | SHF |             |
| Z 24747/748 | 624C     | 31 août 2009     | –         | SHF |             |
| Z 24753/754 | 627C     | 2 septembre 2009 | –         | SHF |             |
| Z 24755/756 | 628C     | 3 septembre 2009 | –         | SHF |             |
| Z 24763/764 | 632C     | 16 octobre 2009  | –         | SHF |             |
| Z 24773/774 | 637C     | 3 septembre 2009 | –         | SHF |             |
| Z 24775/776 | 638C     | 27 novembre 2009 | –         | SHF |             |
| Z 24777/778 | 639C     | 9 novembre 2009  | –         | SHF |             |
| Z 24779/780 | 640C     | 3 septembre 2009 | –         | SHF |             |
| Z 24781/782 | 641C     | 3 septembre 2009 | –         | SHF |             |
| Z 24789/790 | 645C     | 9 juillet 2010   | –         | SHF |             |

#### Z 26500

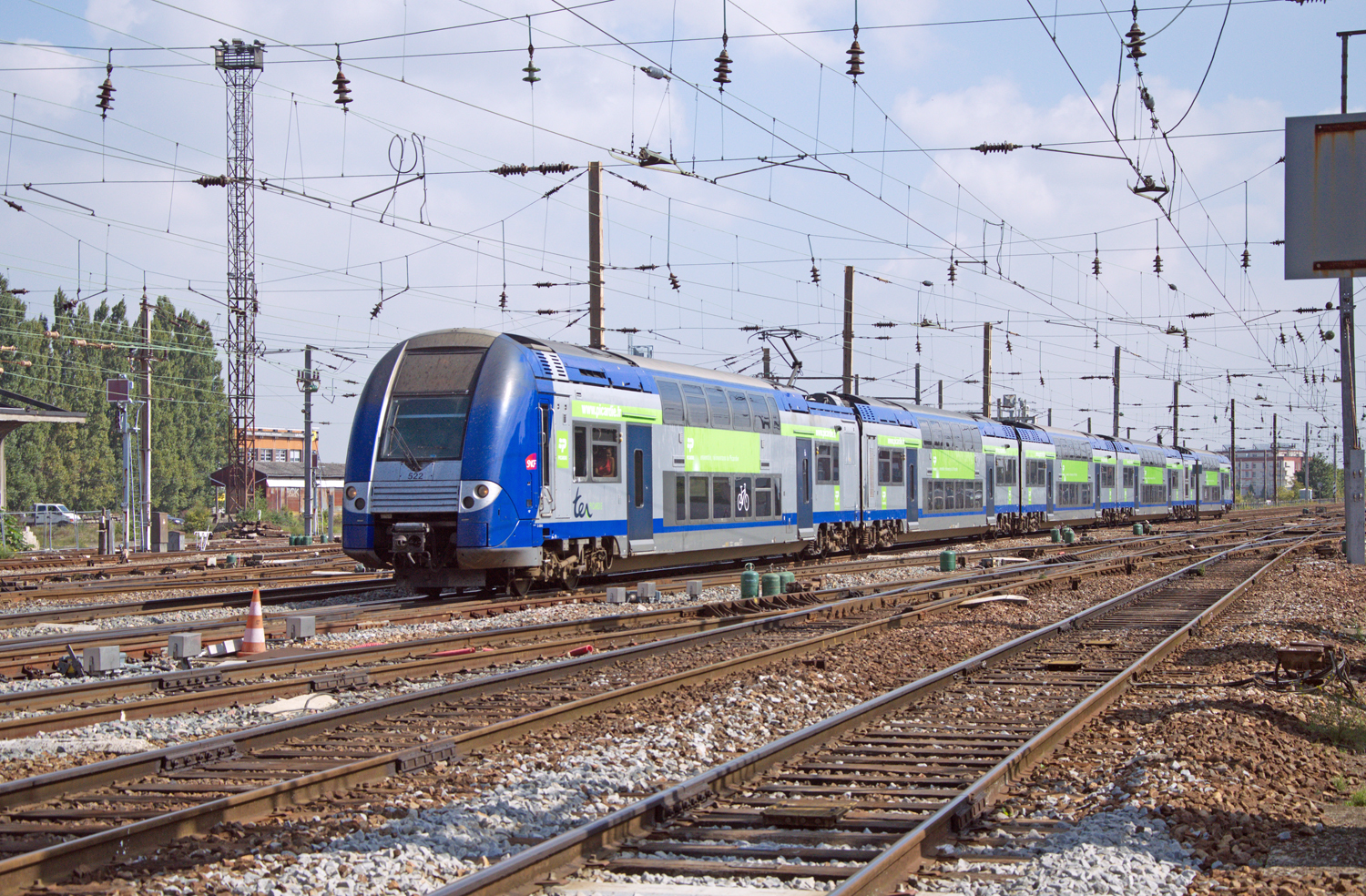
Z 26543-44 (522) en provenance de Lille-Flandres.

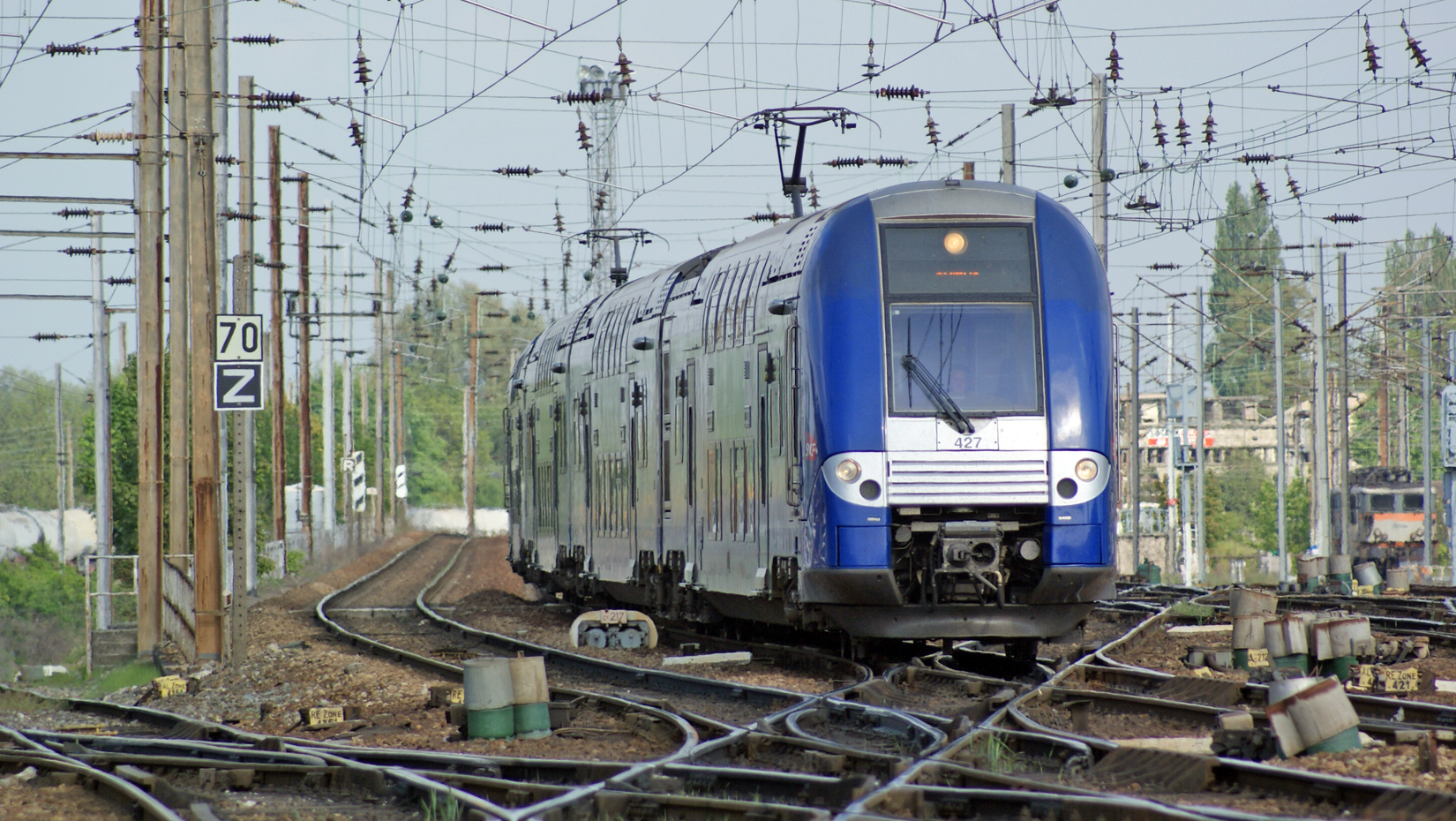
La Z 26553-54 (427) arrive au terminus, à Amiens.

| Rames       | identif. | Mise en service    | Radiation | STF | Baptême/obs |
| ----------- | -------- | ------------------ | --------- | --- | ----------- |
| Z 26503/504 | 502      | 27 août 2004       | –         | SHF |             |
| Z 26531/532 | 516      | 9 juin 2005        | –         | SHF |             |
| Z 26533/534 | 517      | 1er juillet 2005   | –         | SHF |             |
| Z 26541/542 | 521      | 1er septembre 2005 | –         | SHF |             |
| Z 26543/544 | 522      | 1er octobre 2005   | –         | SHF |             |
| Z 26545/546 | 523      | 1er octobre 2005   | –         | SHF |             |
| Z 26547/548 | 524      | 1er octobre 2005   | –         | SHF |             |
| Z 26549/550 | 525      | 1er octobre 2005   | –         | SHF |             |
| Z 26551/552 | 426      | 24 avril 2007      | –         | SHF |             |
| Z 26553/554 | 427      | 24 mai 2007        | –         | SHF |             |
| Z 26555/556 | 428      | 21 septembre 2007  | –         | SHF |             |
| Z 26557/558 | 429      | 2 mai 2007         | –         | SHF |             |
| Z 26559/560 | 430      | 2 novembre 2007    | –         | SHF |             |
| Z 26561/562 | 431      | 23 juillet 2007    | –         | SHF |             |
| Z 26573/574 | 437      | 29 octobre 2007    | –         | SHF |             |
| Z 26575/576 | 438      | 29 novembre 2007   | –         | SHF |             |
| Z 26587/588 | 444      | 12 octobre 2009    | –         | SHF |             |
| Z 26589/590 | 445      | 16 novembre 2009   | –         | SHF |             |
| Z 26591/592 | 446      | 2 mars 2010        | –         | SHF |             |
| Z 26593/594 | 447      | 5 mars 2010        | –         | SHF |             |
| Z 26595/596 | 448      | 11 mars 2010       | –         | SHF |             |
| Z 26597/598 | 449      | 23 mars 2010       | –         | SHF |             |
| Z 26599/600 | 450      | 12 avril 2010      | –         | SHF |             |

#### Z 55500

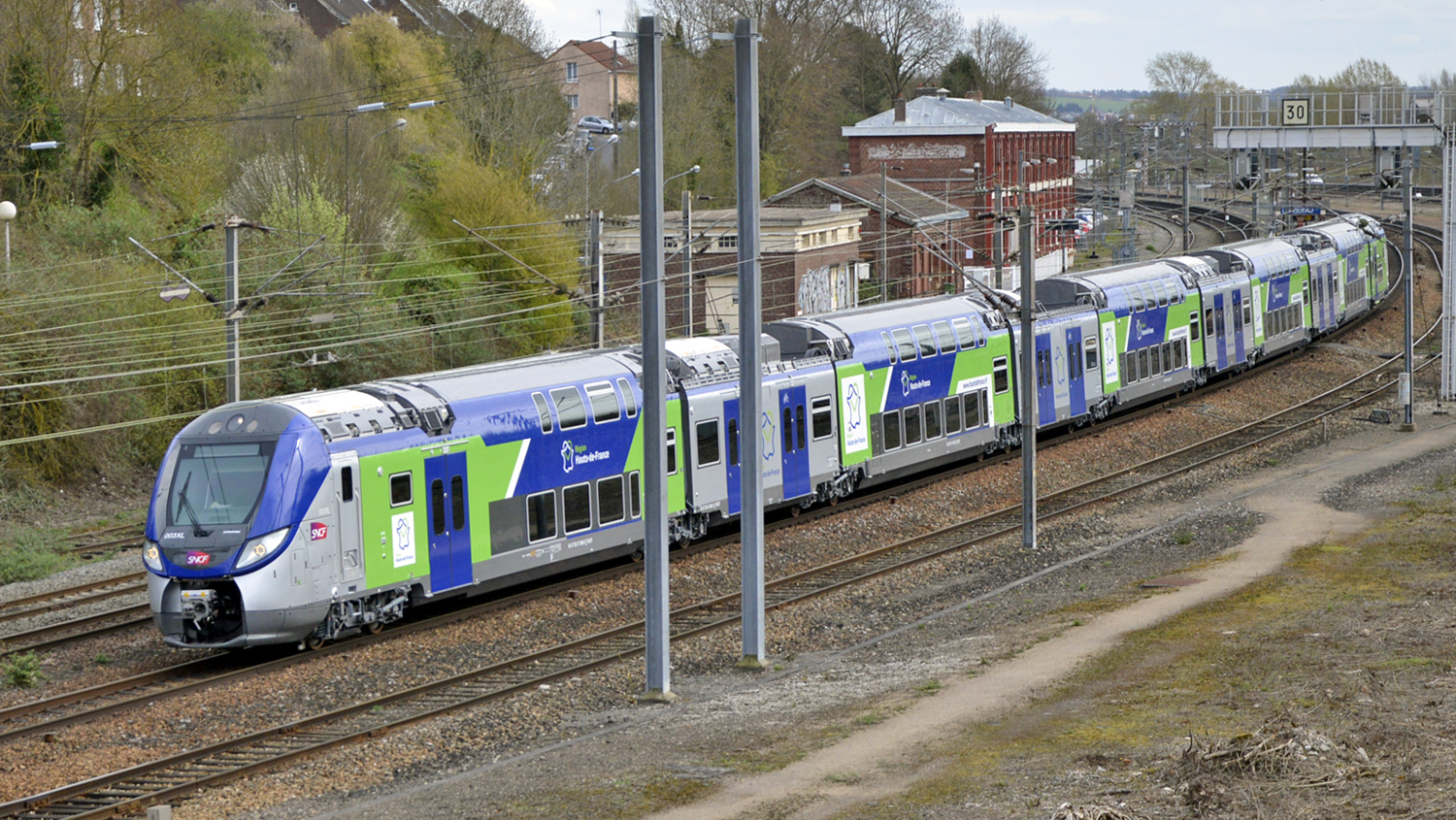
la rame 003XL, en cours d'essais, traversant la gare de Longueau.

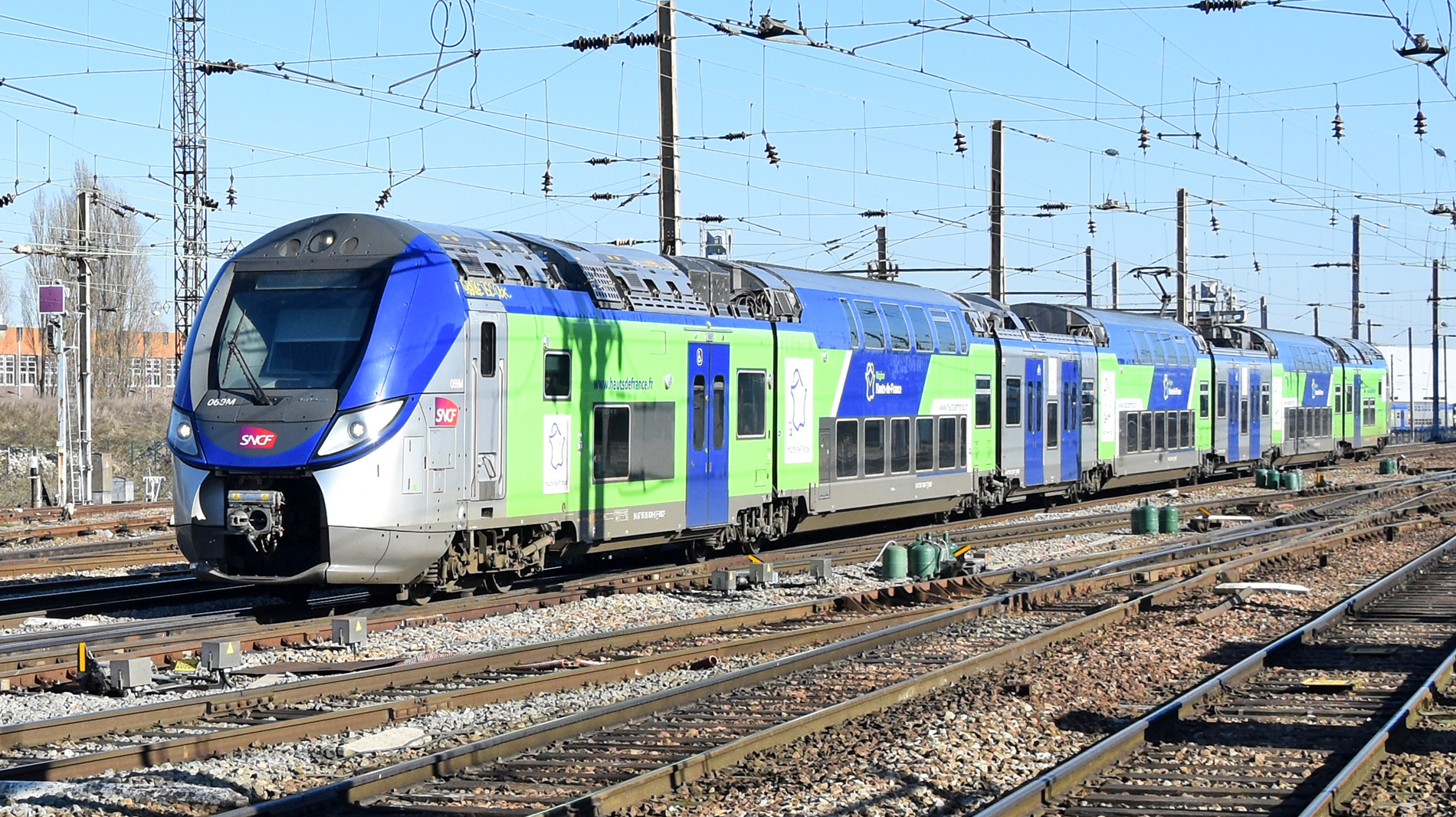
La rame 069M arrive en gare d'Amiens.

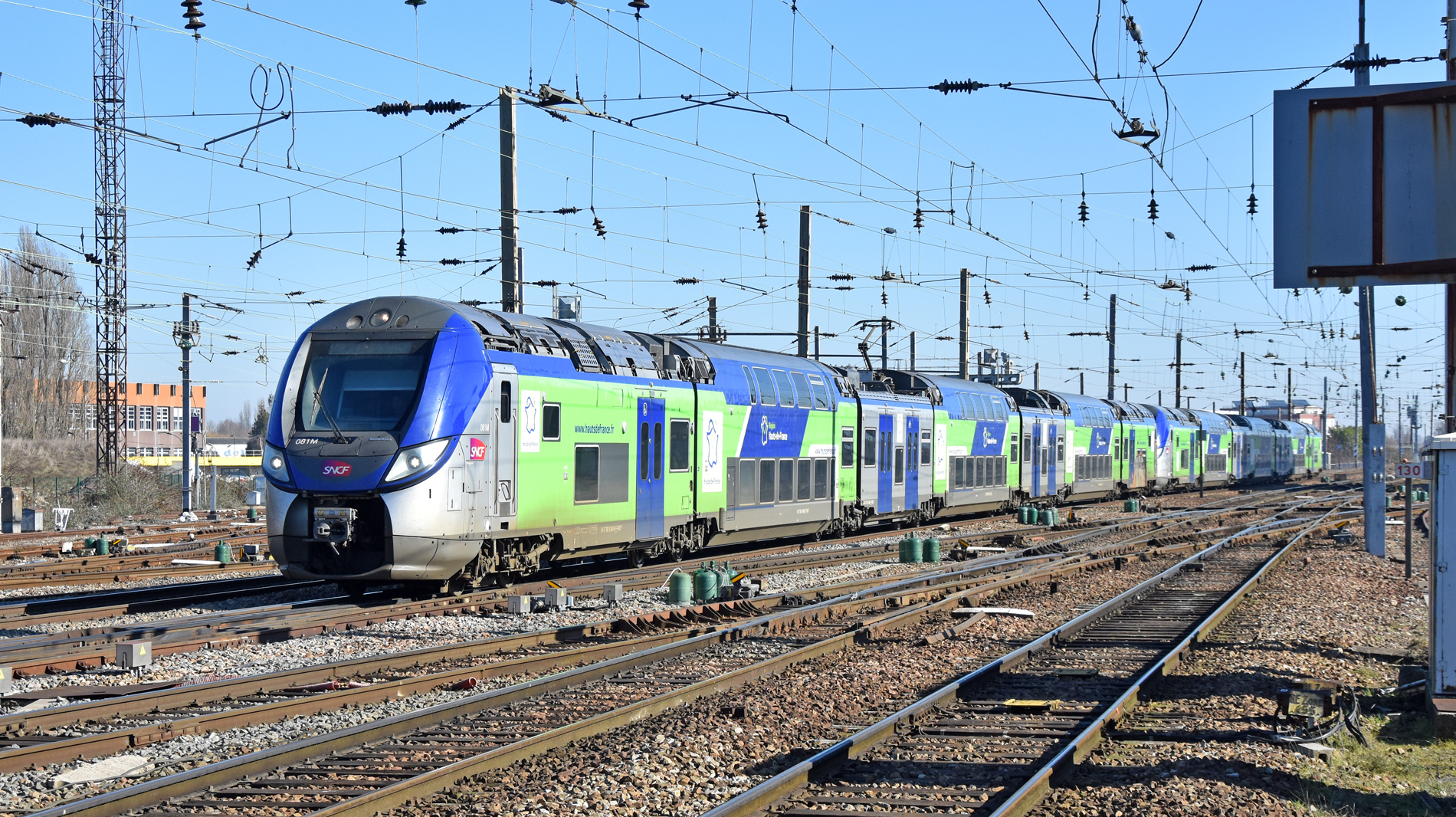
les rames 081Met 124M, en unité multiple à Amiens.

| Rames           | identif. | Mise en service    | Radiation | STF | Baptême/obs |
| --------------- | -------- | ------------------ | --------- | --- | ----------- |
| Z 55501/5507502 | 001XL    | 29 septembre 2017  | –         | SHF |             |
| Z 55505/5507506 | 003XL    | 19 avril 2017      | –         | SHF |             |
| Z 55509/5507510 | 005M     | 11 juin 2015       | –         | SHF |             |
| Z 55513/5507514 | 007XL    | 19 avril 2017      | –         | SHF |             |
| Z 55537/5507538 | 019XL    | 10 mai 2017        | –         | SHF |             |
| Z 55543/5507544 | 022XL    | 23 juin 2017       | –         | SHF |             |
| Z 55551/5507552 | 026XL    | 17 juillet 2017    | –         | SHF |             |
| Z 55565/5507566 | 033M     | 15 octobre 2014    | –         | SHF |             |
| Z 55575/5507576 | 038M     | 11 juin 2015       | –         | SHF |             |
| Z 55583/5507584 | 042M     | 3 juin 2015        | –         | SHF |             |
| Z 55587/5507588 | 044XL    | 18 octobre 2017    | –         | SHF |             |
| Z 55607/5507608 | 054M     | 30 juin 2015       | –         | SHF |             |
| Z 55623/5507624 | 062M     | 14 septembre 2015  | –         | SHF |             |
| Z 55637/5507638 | 069M     | 26 février 2016    | –         | SHF |             |
| Z 55649/5507650 | 075M     | 16 mars 2016       | –         | SHF |             |
| Z 55661/5507662 | 081M     | 14 mars 2016       | –         | SHF |             |
| Z 55673/5507674 | 087M     | 1er septembre 2016 | –         | SHF |             |
| Z 55683/5507684 | 092M     | 4 novembre 2016    | –         | SHF |             |
| Z 55693/5507694 | 097M     | 6 décembre 2016    | –         | SHF |             |
| Z 55725/5507726 | 113M     | 28 septembre 2017  | –         | SHF |             |
| Z 55733/5507734 | 117M     | 30 juin 2017       | –         | SHF |             |
| Z 55739/5507740 | 120M     | 24 janvier 2017    | –         | SHF |             |
| Z 55745/5507746 | 123M     | 2 août 2017        | –         | SHF |             |
| Z 55747/5507748 | 124M     | 29 août 2017       | –         | SHF |             |
| Z 55753/5507754 | 127M     | 28 juillet 2017    | –         | SHF |             |

### Automoteurs

#### X 76500

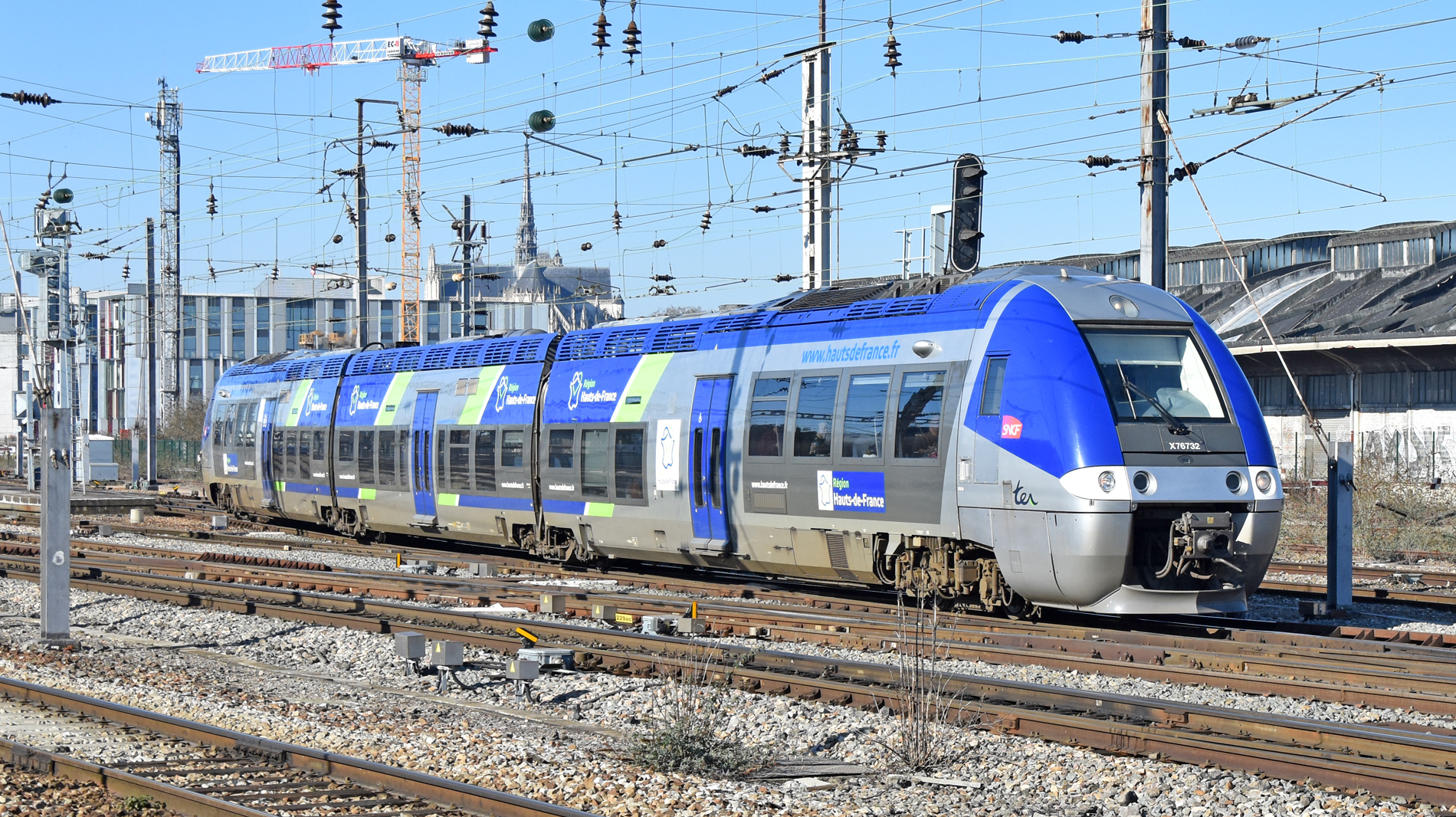
X 76731/32 sortant de la gare d'Amiens.

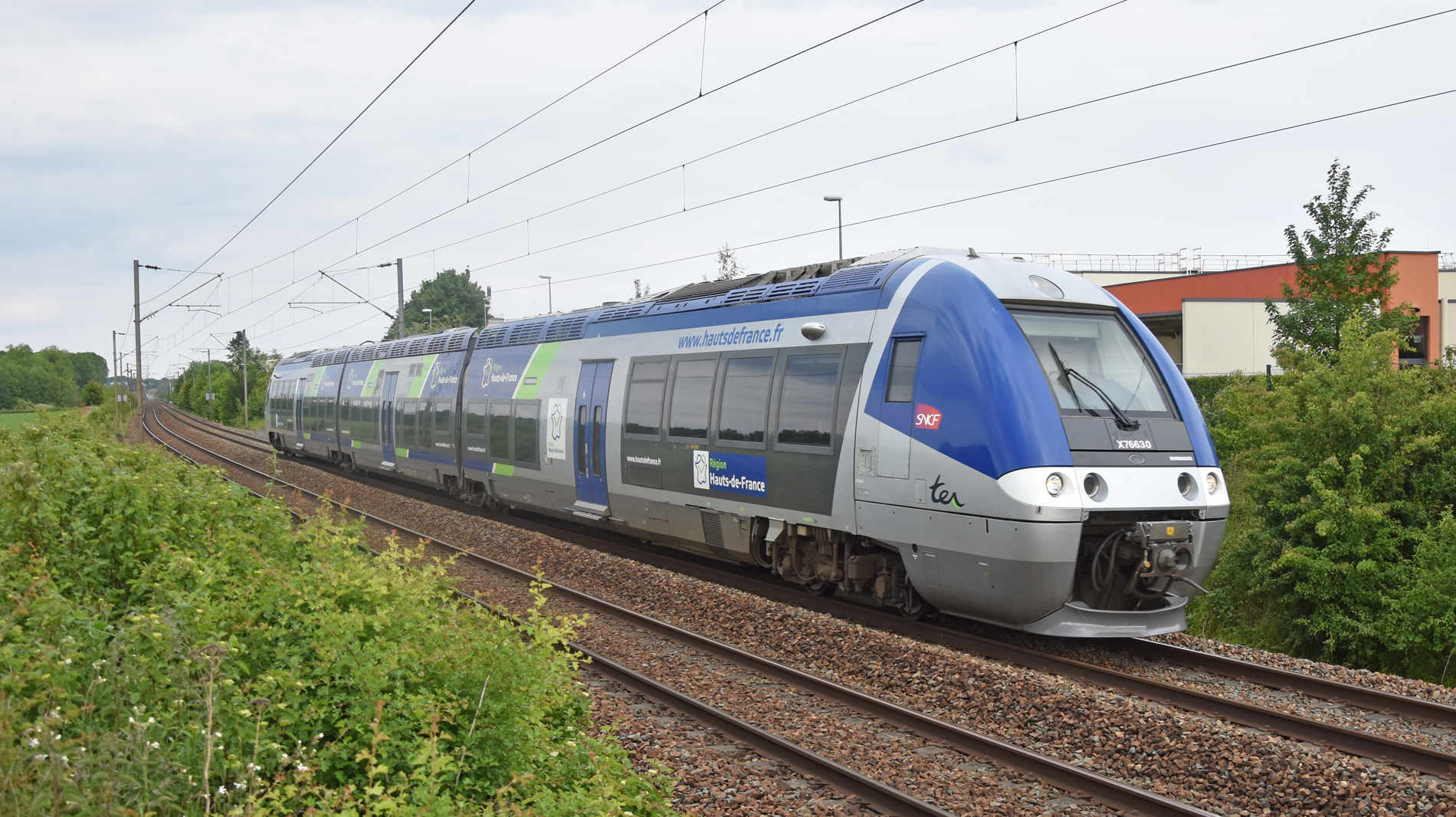
X 76629/30 à Vecquemont à hauteur de l'usine Roquette.

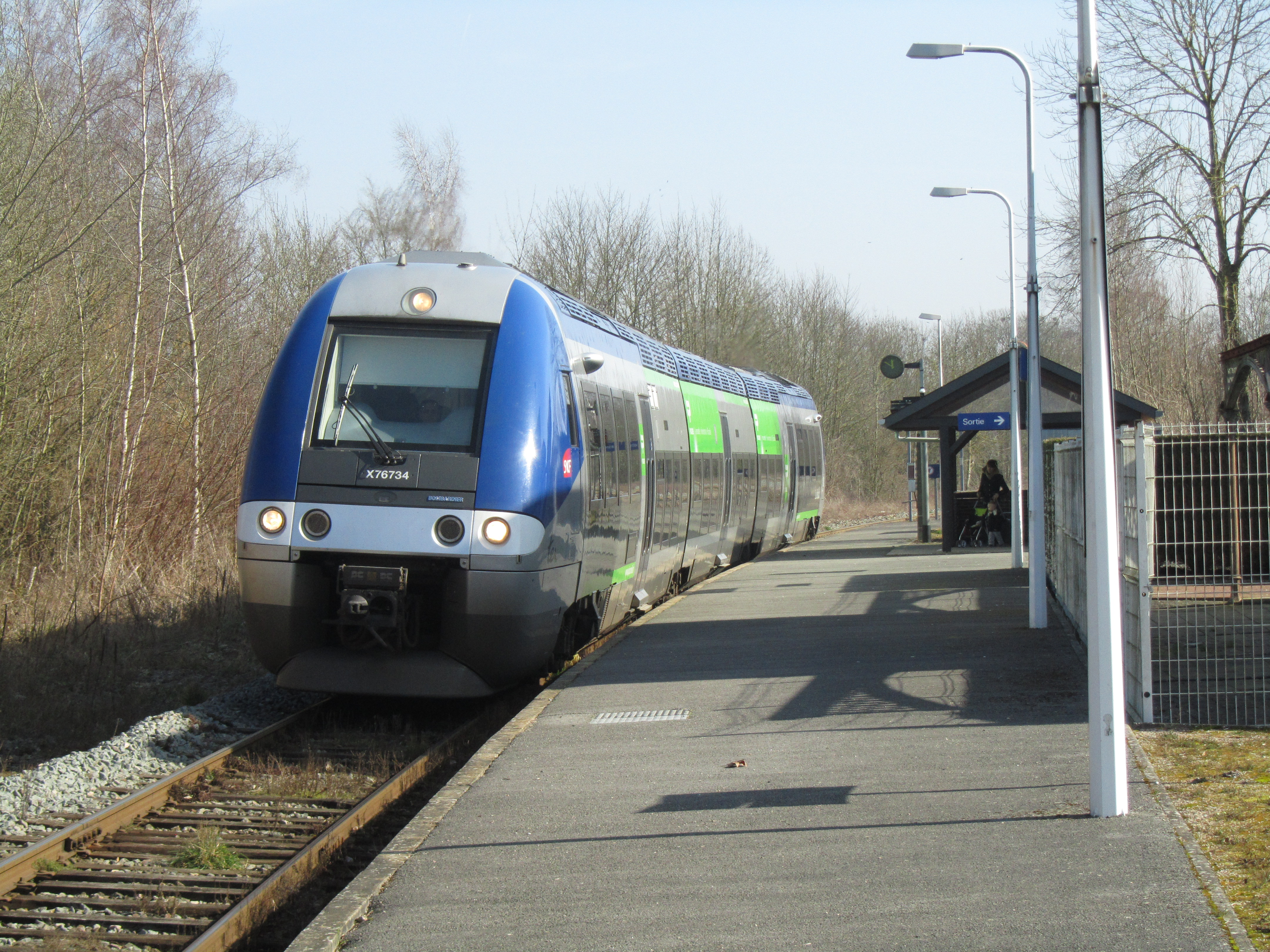
X 76733/734 assurant le TER 49316 Hirson – Laon, en gare de Vervins, le 8 mars 2014. (ancienne livrée Picardie)

| Rames       | Mise en service   | Radiation | STF | Baptême/obs                         |
| ----------- | ----------------- | --------- | --- | ----------------------------------- |
| X 76501/502 | 11 mars 2004      | –         | SHF | anciennement Le Beauvaisis          |
| X 76513/514 | 20 juillet 2004   | –         | SHF | anciennement L'Abbevillois          |
| X 76525/526 | 22 octobre 2004   | –         | SHF | anciennement Le Val de Nièvre       |
| X 76539/540 | 7 janvier 2005    | –         | SHF | anciennement Le Ponthieu            |
| X 76545/546 | 14 janvier 2005   | –         | SHF |                                     |
| X 76553/554 | 18 février 2005   | –         | SHF | anciennement Le Pays de la Serre    |
| X 76557/558 | 2 mars 2005       | –         | SHF |                                     |
| X 76565/566 | 22 juillet 2005   | –         | SHF | anciennement Le Vexin               |
| X 76569/570 | 1er mai 2005      | –         | SHF |                                     |
| X 76573/574 | 8 juin 2005       | –         | SHF | anciennement L'Ailette]             |
| X 76579/580 | 22 juillet 2005   | –         | SHF |                                     |
| X 76585/586 | 11 août 2005      | –         | SHF | anciennement Le Tardenois           |
| X 76589/590 | 11 août 2005      | –         | SHF |                                     |
| X 76595/596 | 2 septembre 2005  | –         | SHF | anciennement Le Pays des Sources    |
| X 76599/600 | 12 septembre 2005 | –         | SHF |                                     |
| X 76603/604 | 26 septembre 2005 | –         | SHF | anciennement Le Clermontois         |
| X 76609/610 | 13 novembre 2005  | –         | SHF | anciennement Le Vimeu               |
| X 76613/614 | 15 novembre 2005  | –         | SHF |                                     |
| X 76617/618 | 20 décembre 2005  | –         | SHF | anciennement Le Marquenterre        |
| X 76627/628 | 20 décembre 2005  | –         | SHF | anciennement Le Pays du Coquelicot  |
| X 76629/630 | 17 janvier 2006   | –         | SHF | anciennement Le Pays de Thelle      |
| X 76637/638 | 1er février 2006  | –         | SHF | anciennement Le Pays de Bray        |
| X 76717/718 | 14 mars 2008      | –         | SHF |                                     |
| X 76719/720 | 2 avril 2008      | –         | SHF |                                     |
| X 76721/722 | 2 avril 2008      | –         | SHF |                                     |
| X 76729/730 | 17 septembre 2008 | –         | SHF | anciennement La Vallée de la Bresle |
| X 76731/732 | 18 septembre 2008 | –         | SHF | anciennement Le Chaunois            |
| X 76733/734 | 18 septembre 2008 | –         | SHF | anciennement Le Creillois           |
| X 76735/736 | 18 septembre 2008 | –         | SHF | anciennement Les Trois Vallées      |
| X 76747/748 | 7 octobre 2008    | –         | SHF | anciennement Le Cantilien           |
| X 76749/750 | 13 octobre 2008   | –         | SHF | anciennement La Vallée de L'Aisne   |
| X 76751/752 | 13 octobre 2008   | –         | SHF | anciennement La Vallée de L'Oise    |
| X 76753/754 | 7 novembre 2008   | –         | SHF | anciennement La Champagne Picarde   |
| X 76755/756 | 7 novembre 2008   | –         | SHF | anciennement Le Pays de l'Omois     |

- Note : sur les rames ex-Picardie, les baptêmes ont été retirés.
- Cinq rames de l'ex-TER Nord-Pas-de-Calais ont été transférées en Picardie en décembre 2016 ; les cinq dernières rames de l'ex-Nord-Pas-de-Calais ont été transférées en Picardie en décembre 2017[2].

### Matériel remorqué

#### VR 2N

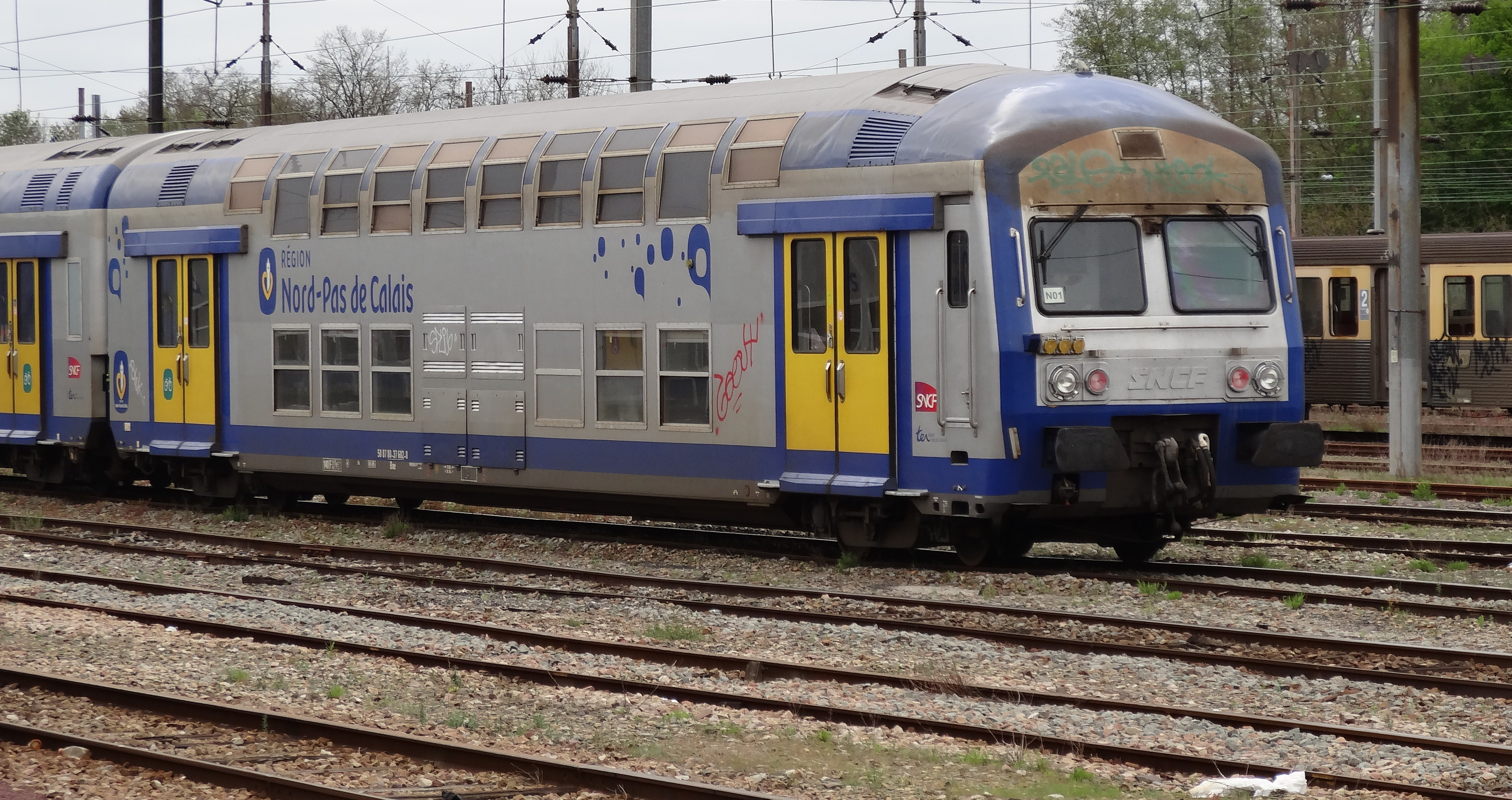
Voiture pilote d'un VR2N, à Lens.

| Rames | Mise en service    | Radiation      | STF | Baptême/obs |
| ----- | ------------------ | -------------- | --- | ----------- |
| N01   | entre 1983 et 1986 | -              | SHF |             |
| N02   | entre 1983 et 1986 | -              | SHF |             |
| N03   | entre 1983 et 1986 | -              | SHF |             |
| N04   | entre 1983 et 1986 | -              | SHF |             |
| N05   | entre 1983 et 1986 | -              | SHF |             |
| N06   | entre 1983 et 1986 | -              | SHF |             |
| N07   | entre 1983 et 1986 | 9 février 2025 | SHF |             |
| N08   | entre 1983 et 1986 | -              | SHF |             |
| N09   | entre 1983 et 1986 | -              | SHF |             |
| N10   | entre 1983 et 1986 | -              | SHF |             |

#### V 2N
| Rames  | Mise en service | Radiation | STF | Baptême/obs |
| ------ | --------------- | --------- | --- | ----------- |
| PLT 01 | 1991            | –         | SHF |             |
| PLT 02 | 1991            | –         | SHF |             |
| PLT 03 | 1991            | –         | SHF |             |
| PLT 04 | 1991            | –         | SHF |             |
| PLT 05 | 1991            | –         | SHF |             |
| PLT 06 | 1991            | –         | SHF |             |
| PLT 07 | 1991            | –         | SHF |             |
| PLT 08 | 1991            | –         | SHF |             |
| PLT 09 | 1991            | –         | SHF |             |

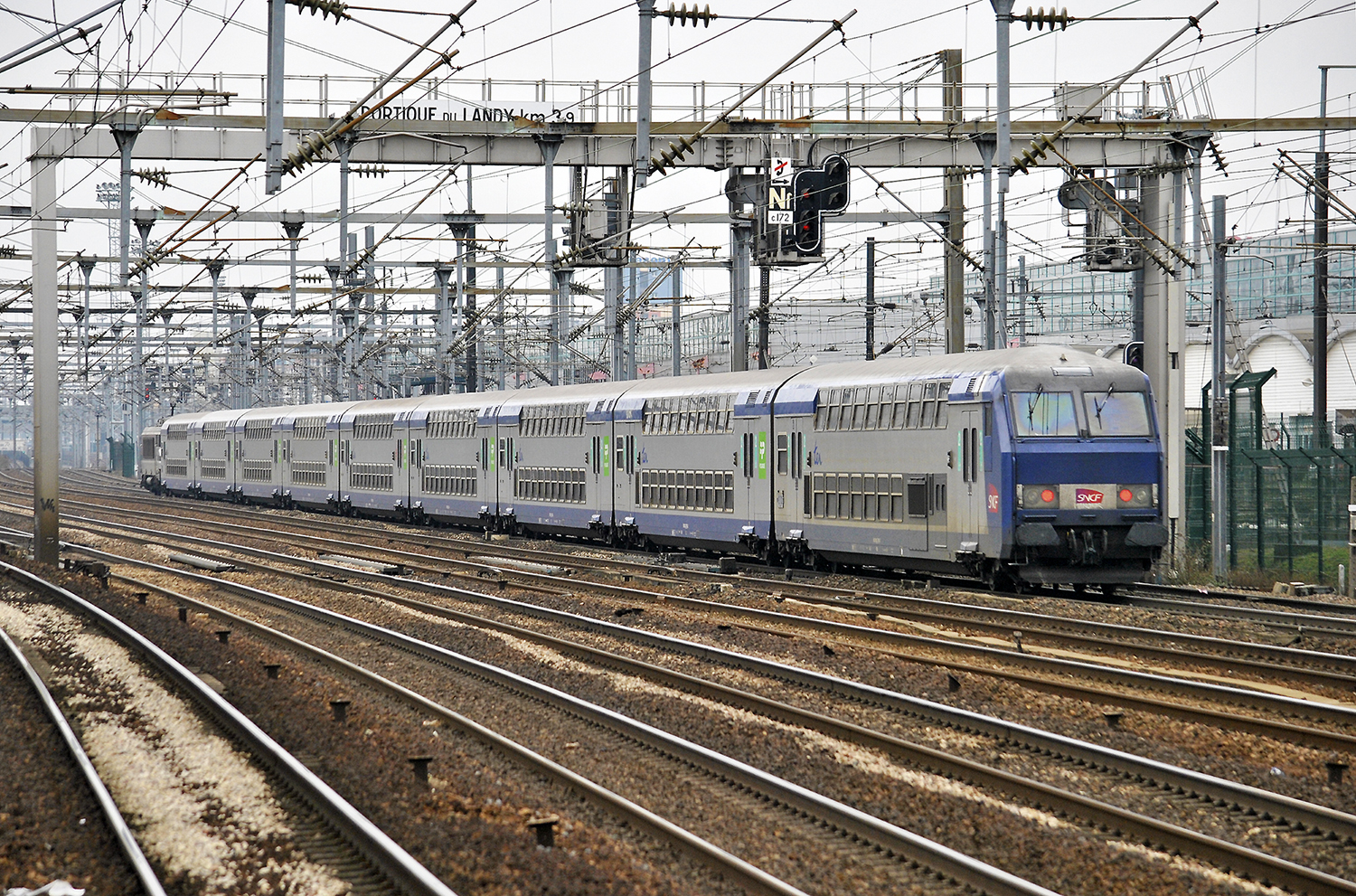
V 2N TER Picardie, passant à proximité de la gare du Stade de France - Saint-Denis en 2013.

- Rénovation en cours pour certaines rames, jusqu'en 2021[2].

## Matériel disparu depuis la fusion

### Locomotives thermiques

#### BB 67400

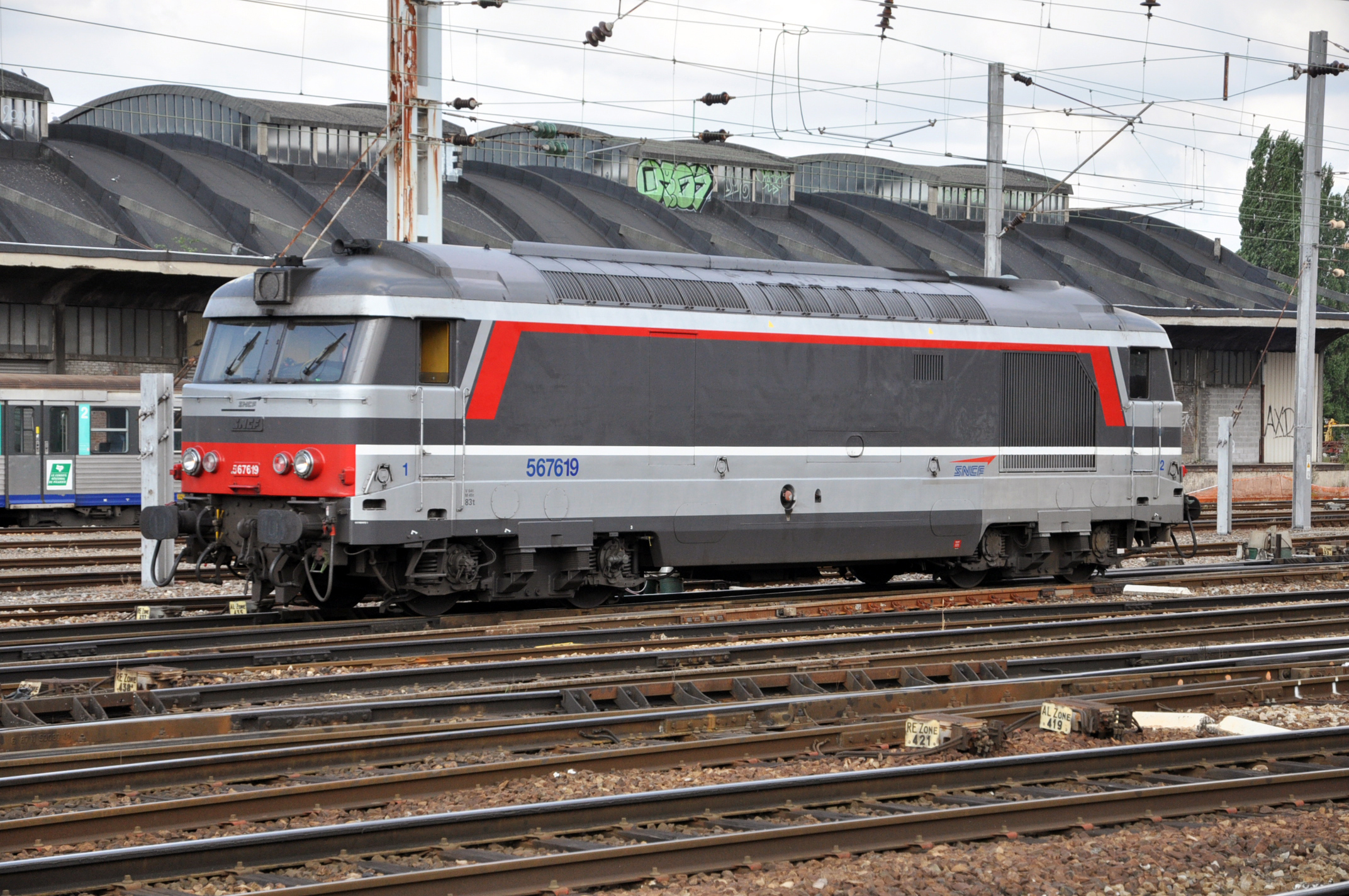
La BB 67619, en gare d'Amiens.

| Motrice  | Mise en service   | Radiation        | STF | Baptême/obs | Ancienne affectation |
| -------- | ----------------- | ---------------- | --- | ----------- | -------------------- |
| BB 67413 | 22 février 1970   | => Matériels     | SPI |             | ex-Intercités        |
| BB 67430 | 27 juin 1970      | 20 juin 2019     | SPI |             | ex-Intercités        |
| BB 67438 | 25 septembre 1970 | 20 juin 2019     | SPI |             | ex-Intercités        |
| BB 67443 | 6 novembre 1970   | 31 décembre 2019 | SPI |             | ex-Intercités        |
| BB 67523 | 9 octobre 1972    | 31 décembre 2019 | SPI |             | ex-Intercités        |
| BB 67549 | 22 mai 1973       | 31 décembre 2019 | SPI |             | ex-Intercités        |
| BB 67576 | 24 janvier 1974   | –                | SPI |             | Intercités           |
| BB 67606 | 9 décembre 1974   | 20 juin 2019     | SPI |             | ex-Intercités        |
| BB 67626 | 11 juillet 1975   | => Matériels     | SPI |             | ex-Intercités        |

### Automoteurs

#### X 72500
| Rames       | Mise en service   | Radiation       | STF | Baptême/obs        | Ancienne Région TER |
| ----------- | ----------------- | --------------- | --- | ------------------ | ------------------- |
| X 72715/716 | 16 juin 2002      | GBE             | SPI | Le Plateau Picard  | ex-TER Picardie     |
| X 72721/722 | 5 août 2002       | GBE             | SPI | Le Trait Vert      | ex-TER Picardie     |
| X 72725/726 | 11 septembre 2002 | 26 juillet 2018 | SPI | La Baie de Somme   | ex-TER Picardie     |
| X 72729/730 | 27 septembre 2002 | –               | SPI | Les Trois Rivières | ex-TER Picardie     |
| X 72731/732 | 18 octobre 2002   | GBE             | SPI | Le Vermandois      | ex-TER Picardie     |
| X 72733/734 | 5 décembre 2002   | 26 juillet 2018 | SPI | Le Pays d'Ancre    | ex-TER Picardie     |

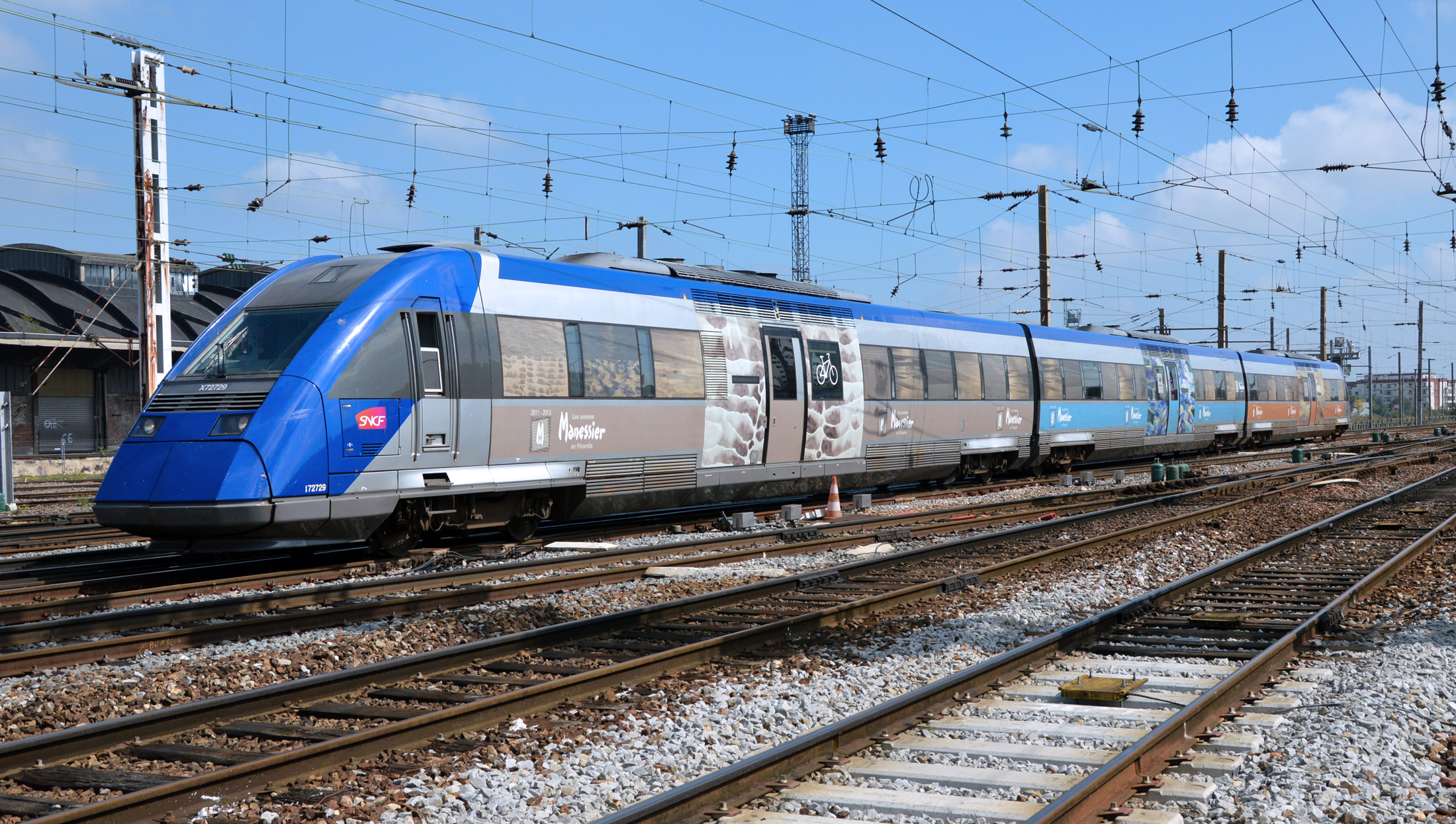
La rame X 72729/30, en provenance de Laon.

- Le parc de cette série ne circule plus sur le réseau des Hauts-de-France depuis décembre 2016.

#### X 73500
| Rames   | Mise en service  | Radiation                           | STF | Baptême / observation | Ancienne région TER |
| ------- | ---------------- | ----------------------------------- | --- | --------------------- | ------------------- |
| X 73595 | 14 mai 2001      | GBE                                 | SPI | Le Thiérachien        | ex-TER Picardie     |
| X 73606 | 9 juillet 2001   | GBE                                 | SPI | Le Compiégnois        | ex-TER Picardie     |
| X 73609 | 16 juillet 2001  | Cédée à TER Bourgogne-Franche-Comté | SPI | Le Saint-Quentinois   | ex-TER Picardie     |
| X 73610 | 18 juillet 2001  | GBE                                 | SPI | L'Amiénois            | ex-TER Picardie     |
| X 73611 | 3 août 2001      | Cédée à TER Bourgogne-Franche-Comté | SPI | Le Santerre           | ex-TER Picardie     |
| X 73719 | 30 octobre 2002  | Cédée à TER Bourgogne-Franche-Comté | SPI | Le Laonnais           | ex-TER Picardie     |
| X 73720 | 30 octobre 2002  | Cédée à TER Bourgogne-Franche-Comté | SPI | Le Cottérezien        | ex-TER Picardie     |
| X 73721 | 13 novembre 2002 | Cédée à TER Bourgogne-Franche-Comté | SPI | Les Vallons d'Anizy   | ex-TER Picardie     |
| X 73722 | 15 novembre 2002 | Cédée à TER Bourgogne-Franche-Comté | SPI | Le Vervinois          | ex-TER Picardie     |
| X 73723 | 15 novembre 2002 | Cédée à TER Bourgogne-Franche-Comté | SPI | Le Crépynois          | ex-TER Picardie     |
| X 73748 | 11 mars 2003     | Cédée à TER Bourgogne-Franche-Comté | SPI | Le Soissonnais        | ex-TER Picardie     |
| X 73759 | 7 mai 2003       | Cédée à TER Bourgogne-Franche-Comté | SPI | Le Valois             | ex-TER Picardie     |

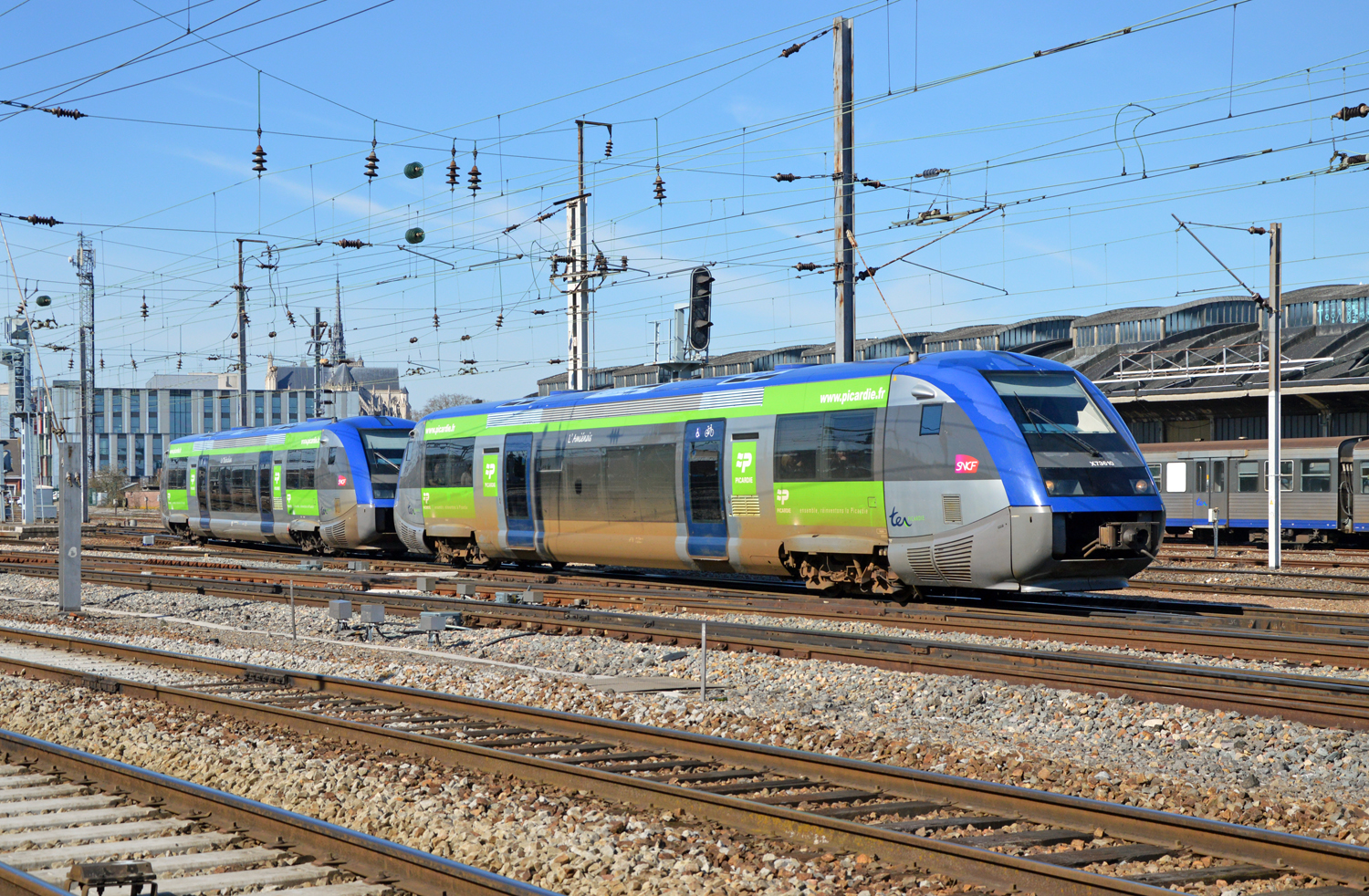
Les X 73595 et X 73610 quittent Amiens, pour rejoindre Saint-Quentin.

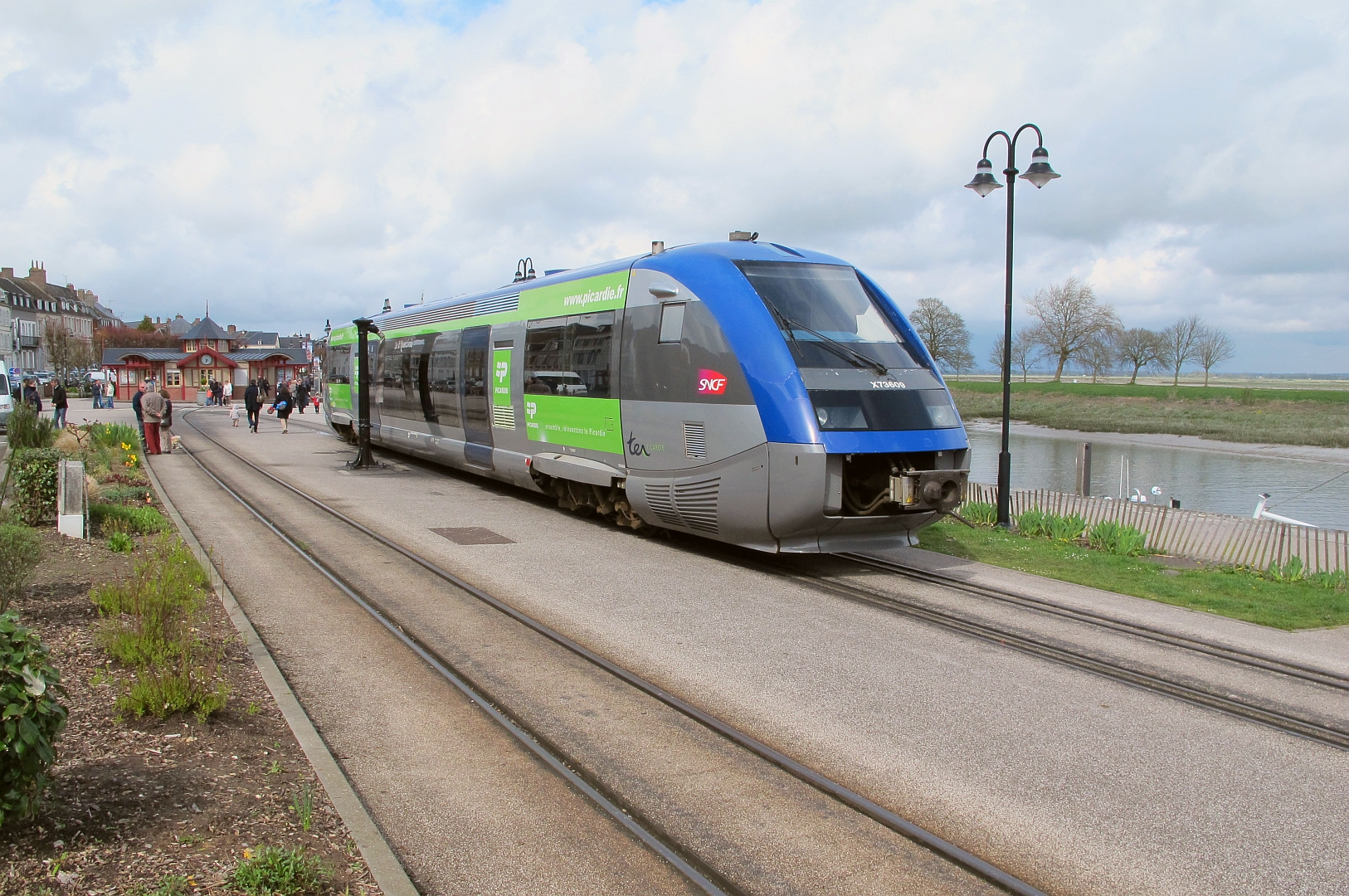
L'autorail X 73609 en gare de Saint-Valery-Port, sur le Chemin de fer de la baie de Somme, le 16 avril 2016.

- Les rames ex-Picardie avaient été retirées du service en décembre 2017. Une partie d'entre elles a depuis été louée puis cédée.